# Şəki
Şəki (más névalakban Shaki, Seki, 1968-ig Nuxa) város Azerbajdzsán északnyugati részén, az azonos nevű járás központja, a Nagy-Kaukázus hegylánc déli lejtőin található, Bakutól 240 km-re.

## Etimológia
Azerbajdzsáni történészek szerint a város neve a szakákig vezethető vissza, akik i. e. 7. században elérték a mai Azerbajdzsán területét, és több száz éven át éltek itt. A középkori forrásokban a város neve több formában is felbukkan. Ezek közé tartozik a  Seke, a Seki, a Saka, a Sakki, a Sakne, a Saken, a Sakkan és a Sekin is.

## Története
Şəki volt a kaukázusi albán államok egyik legnagyobb városa az 1. században. Itt volt az ókori albánok legnagyobb temploma. Şəki királysága 11 tartományra oszlott. Az arab hódítás előtt Şəki volt az egyik legfontosabb város, mind politikai, mind gazdasági értelemben. Az invázió hatására azonban Şəkit beolvasztották a harmadik emírségbe. Független grúz fejedelemséget, Heretit alapították meg itt, mikor az arab uralom gyengülni kezdett. A várost az azeri atabégek és a Hvárezmi Birodalom vezetői is irányították. 

### Kezdetek
Egyes nyomok szerint már 2700 évvel ezelőtt is igen kiterjedt település húzódott a mai Şəki területén. A szakák egy olyan iráni nép képviselői voltak, akik a Fekete-tenger északi részéről a Derbenti-szoroson, a Transzkaukázuson valamint Anatólián át érkeztek meg a területre az i. e. 7. században. Elfoglalták a Dél-Kaukázus termékeny, úgynevezett Sakasena nevű termékeny részét. Şəki városa is ezen területek közé tartozott. Az eredeti település története egészen a bronzkorig nyúlik vissza.
Şəki volt az i. e. 1. században a Kaukázusi Albania államainak egyik legnagyobb városa. Az akkori Albánia legnagyobb istentiszteleti helyszínét is itt építették fel. Şəki királyságát 11 tartományra osztották fel. Az arab invázió előtt fontos politikai és gazdasági ranggal büszkélkedő város volt. Ennek hatására azonban Şəkit bekebelezte a harmadik emirátus. Mikor meggyengültek az arab kalifátusok, helyén egy független grúz fejedelemség jött létre, melynek Hereti lett a neve. A várost az azeri atabégek és a Hvárezmi Birodalom uralkodói egyaránt uralták, mielőtt a területet elfoglalták volna a mongolok.

### Feudális időszak

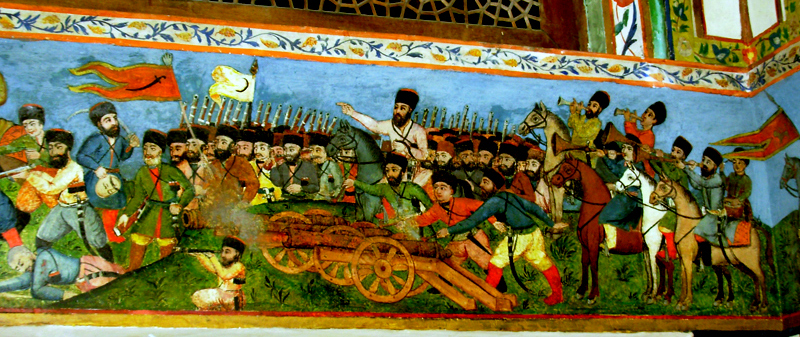
Miniatűr csatajelenet Şəki káni palotájának falán

A 9. század fordulója környékén  Šakē a tőle nyugatra fekvő Kʿambēčan része lett. A Hüleghü ilhán uralkodását követően, a 14. század első felében, Şəki  Sidi Ahmed Orlat vezetése alatt független lett. Az 1500-as évek elején a szafavida I. Iszmáíl (1501–1524) elfoglalta a területet, de szafavida felügyelettel a várost továbbra is az örökletes vezetője irányította. Iszmaíl fia, egyben utódja, I. Tahmászp véget vetett ennek, és 1551-ben kinevezte a város élére az első kizilbas kormányzót, hogy ő irányítsa a várost. A szafavidák uralmát a törökök kétszer rövid időre megszakították, egyszer 1578 és 1603, egyszer pedig 1724 és 1736 között. 1743-ban Nadír uralkodása alatt megalapították a  Şəki Kánságot, mely a kaukázusi kánságok között az egyik legerősebb feudális állam volt. A Şəki Kánság létezése alatt a város lakossága selyemlepkét tenyésztett, kézműves tárgyakat állított elő és kereskedett. A Kish folyó áradásának hatására Şəki városa részben eltűnt, a lakosság pedig átköltözött a város mai területére. 

### Modern kor
1813-ban a Oroszország a gulisztáni szerződés értelmében annektálta a területet, a kánságot pedig 1819-ben megszüntette. Ennek a helyén megalapították a Şəki tartományt. Şəki tartományt 1840-ben összevonták Şamaxı, Baku, Susha, Lankaran, Derbent és Kuban tartományokkal, és így létrejött a Kaukázusi megye. Şəki ugyanekkor új nevet kapott, mely Nuha lett. A megyét 1846-ban felszámolták, így ezután Şamaxı kormányzóság központja lett. Miután 1859-ben földrengés rázta meg Şamaxıt 1859-ben, a kormányzóságot átnevezték Bakui kormányzósággá. 1868. február 19-én Nuha városát az újonnan megalakított Jelizavetpoli kormányzóság része lett. A Szovjetunió megalakítása után ez lett Nuha járás központja. Ezt 1963. január 4-én megszüntették, és beolvasztották Vartashen járásába. Nuha járását 1965-ben ismét létrehozták, melyet a központi városával együtt 1968-ban visszaneveztek a hagyományos nevére.
A történelem során a várost többször is megsemmisítették, így ma a legrégebbi, még megtalálható történelmi és építészeti emlékek nagy része a 16–19. századból származnak. Şəki több évszázadon át híres volt a selyemhernyó tenyésztéséről. Az eredetileg a Kish folyó bal oldalán állt város, Şəki az 1772-es pusztító árvíz után költözött a jelenlegi helyére, és ekkor lett itt a Şəki Kánság központja. Mivel az új hely a régi Nukha falu közelében volt, ezért felvette annak nevét, és 1968-ig ezen a néven is ismert volt.

### Köztársasági időszak
2008. december 8-án a kiotói Városi Tanács elnöke, Kadokava Daiszaku egy levelében tudatta, hogy a Világvárosok Szövetségének 2008. októberi vezetőségi ülését követően a várost a Világ Történelmi Városainak Szövetségébe felvették.

## Földrajza

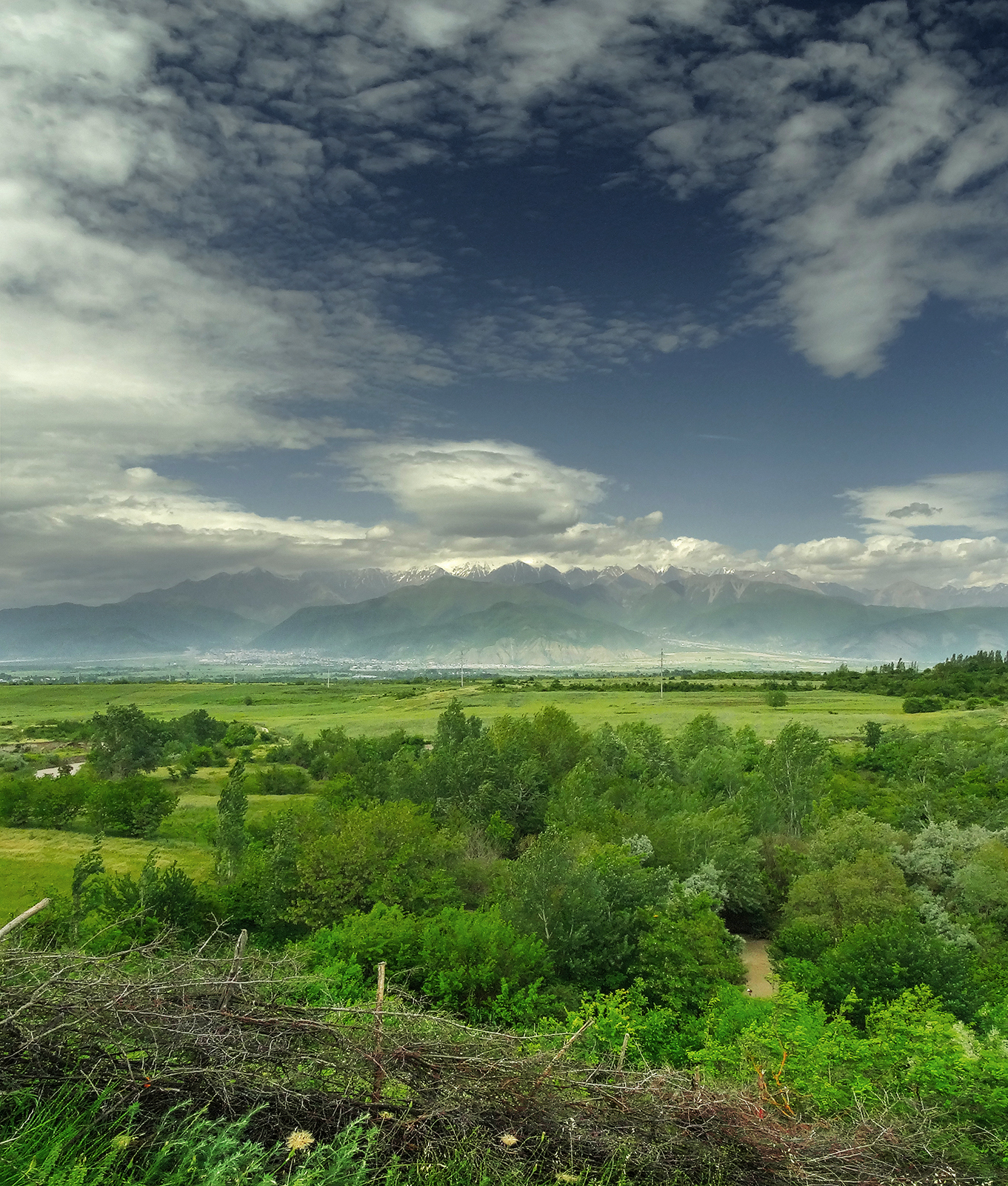
A természet Şəki körül

Şəkit a Nagy-Kaukázus havas csúcsai ölelik körbe, melyek néhol elérik a 3000-3600 m magasságot is. Şəki időjárását egy sor ciklon és anticiklon légtömege is befolyásolja, melyek légtömeget és helyi szeleket képeznek. Şəkiban az átlagos éves középhőmérséklet 12 °C. Június és augusztus között a napi átlaghőmérséklet 20 és 25 °C között alakul.
A város körül lévő hegyi erdők megvédik az áradásoktól, télen pedig enyhítik a hideget a területen. A város fő folyói a Kish és a Gurjhana. Azerbajdzsán szovjet korszaka alatt sokan keresték fel a várost, hogy megmártózzanak a híres termálvízében.

## Demográfia
Şəki lakossága a környékben élő mezőgazdasági területeken élő 105 700 lakóval együtt 174 100 fő. A városi lakosság mérete 66 900 fő. A város népsűrűsége 72 fő/km2. A teljes lakosságból 86 400 fő, a lakosság 49,6%-a volt férfi, míg a másik 87 700 fő vagy 50,4% nő volt. A terület lakosainak 38,4%-a lakik kifejezetten a városban, míg a maradék 61,6% falvakban lakik.

### Vallás

A Kish temploma Şəkiban

Itt volt az ókori Kaukázusi Albánia vallási központja. A vallás kimondottan fontos Şəki lakosai számára, mert a népessége történelmileg kevert hitéletet élt. Több környékbeli templomról is azt gondolják, hogy nagyjából 1500 éves is lehet. Sok templom és mecset is van a városban. A Kán Mecsetje, az Omar Efendi mecset és a Gileili minaret a város fontos istentisztleti helyszínei közé tartoznak. 

## Gazdasága
Az 1850-es 1870–es években Şəki nemzetközi szintű selyemgyártó központ lett. Több mint 200 európai cég nyitott irodát, miközben egy év alatt 3 millió rubel értékben adtak el nekik selymet.
Şəkiban ma is van egy kis selyemipar, ezen kívül fontos a mezőgazdasági szektora, mely dohányt, szőlőt, dióféléket, gabonát, vágóállatokat és tejet állít elő. A jelentősebb iparágak között megtalálható a selyemipar, a hőerőmű, valamint termelnek illetve gyártanak itt téglát, bort, konzervet, valamint van egy nagy integrált tejfeldolgozó üzem, a Pedigree Dairy Farm.

### Turizmus és vásárlás
2010-ben a világ minden tájáról 150 000 külföldi turista érkezett Şəkiba.

## Kultúra
Şəkiban van az egyik legnagyobb sűrűségben és változatosságban jelen a kultúra. A városban sok vörös tetős ház van. A népszerű kultúrában a helybéliek talán egyik legismertebb jellemzője a humorérzéke és a komikus történetek. Şəki vicces történeteinek hőse szinte mindig  Hacı dayı (Haji Nagybácsi), és a történet szinte összes vicce róla szól.
Şəki mindig fontos szerepet játszott az azerbajdzsáni művészetben. Brecht: A kaukázusi krétakör cím művében is szerepel a város Nukha néven, ahol a cselekmény jelentős része lezajlik.

### Építészet

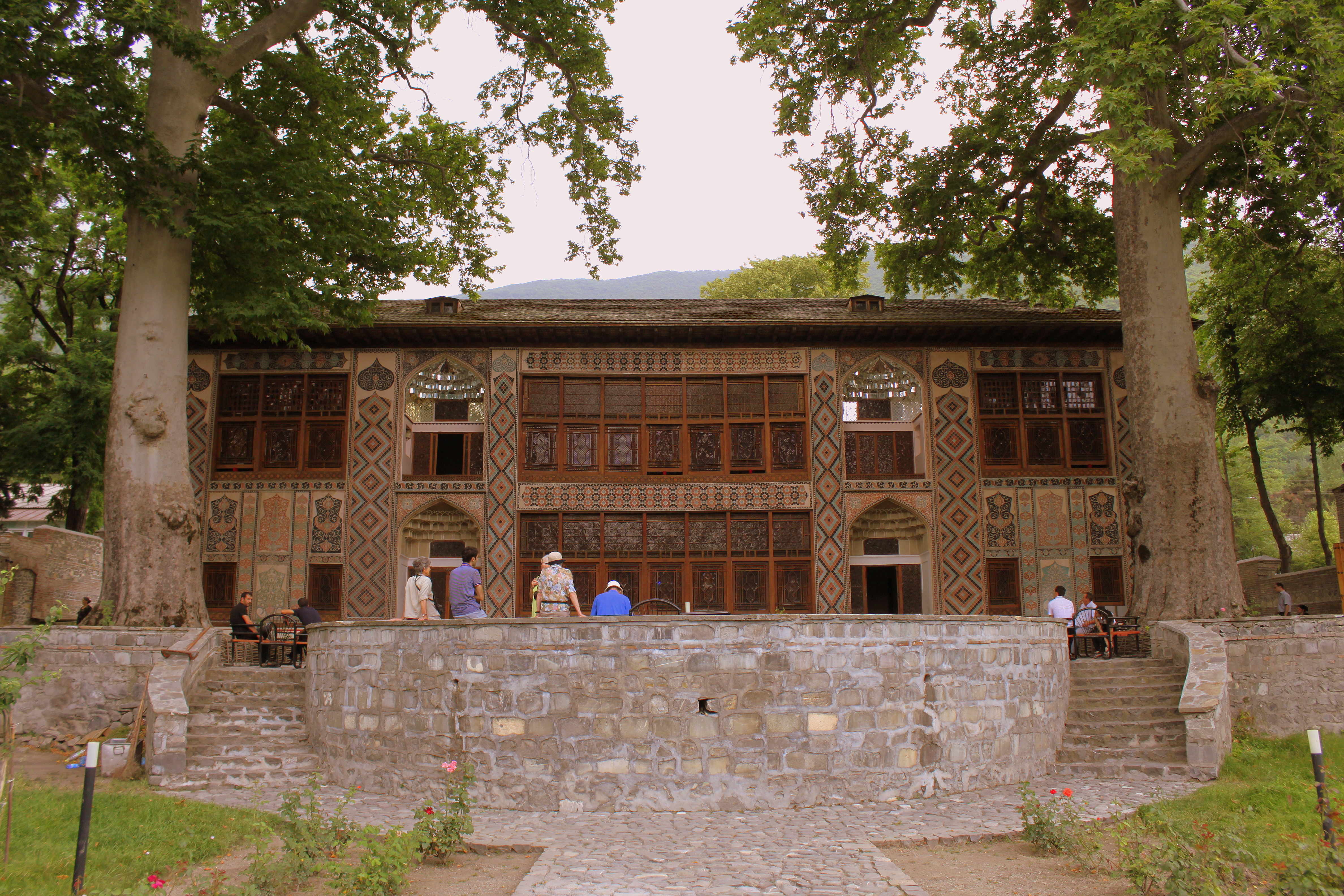
A Şəki kánok palotája – a Şəki kánok lakhelye

Şəki építészetét nagyban alakította annak történelme. Ez addig a korig is visszanyúlik, mikor még csak egy vásárközpont volt a selyemút mentén, mely a ma Oroszországhoz tartozó Dagesztánŧ kötötte össze Kaukázuson keresztül az északi kereskedelmi útvonalakkal.
A város központi, nyitott terét két szovjet időkben épült torony dominálja. Şəki sok nyilvános illetve magán tulajdonú épületét is  shebekével, egy falécekre felvitt festett üveggömbsorral díszítettek, amit ragasztó fogott össze. Ez egy olyan komplex technológia, melyet csak pár művész ismer, és melyet generációról generációra adnak át.
A Şəki várat a Şəki Kánság megalapítója, Hacı Çələbi kán (1743–1755) építtette a Kaukázus déli lábainál fekvő Nukha közelébe. Az erődítmény falai majdnem 1200 méter hosszúak és több mint két méter vastagok. A számos toronnyal védett erődítménybe két ajtón keresztül lehet bejutni, az épület északi és déli részén. A kánság fénypontján az erődítményben volt egy palota, egy közembereknek szóló és egy kereskedelmi épületegyüttes, míg a lakóövezet a falakon kívül kapott helyet. Ezt 1958 és 1963 között nagyrészt lerombolták. Şəki erődítményei hosszú éveken át védték a várost, és több   könyvben is szerepelnek. Megtalálható például Lev Tolsztoj Hadzsi Murat elbeszélésében.

### Konyha

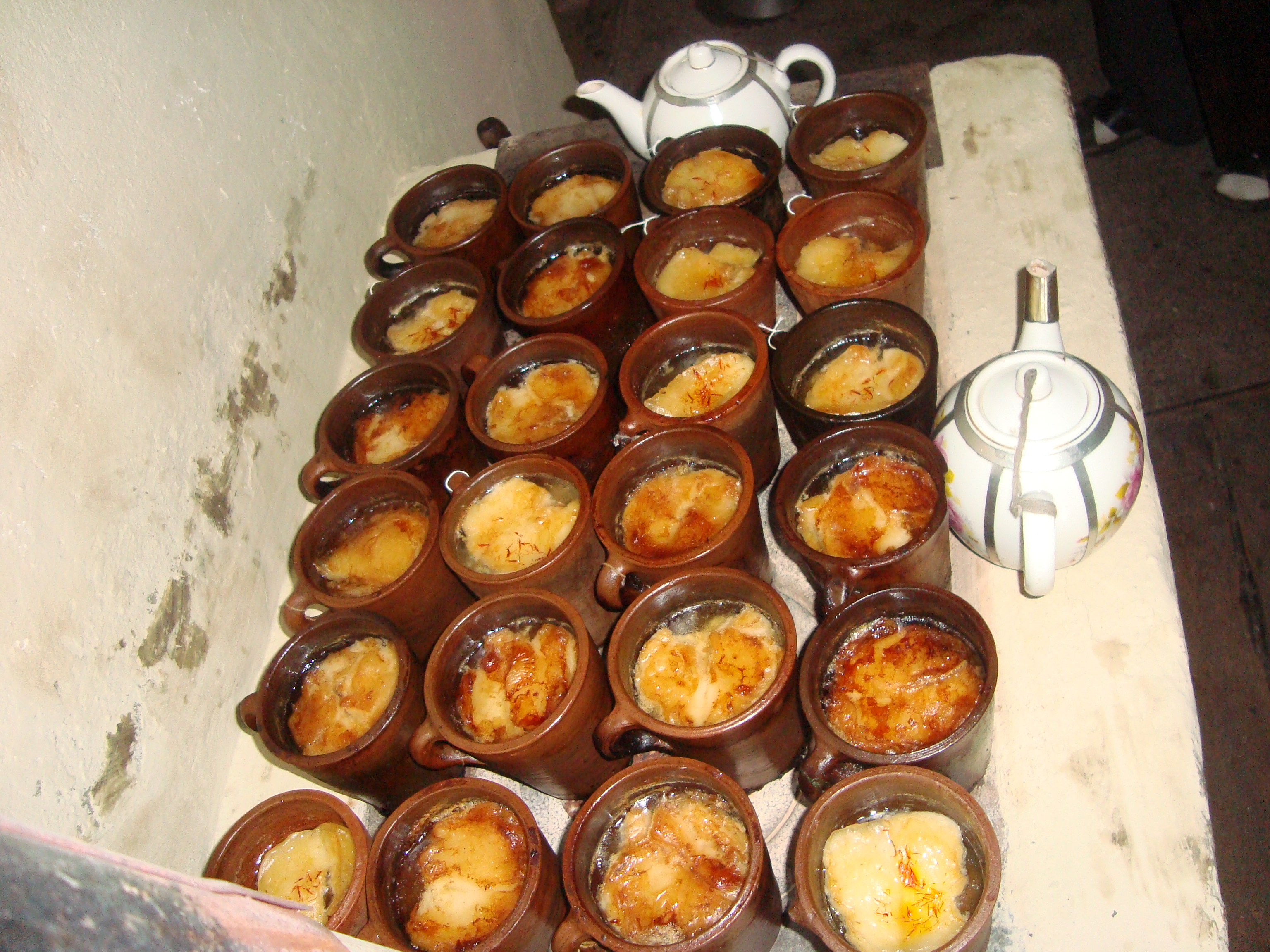
Piti, egy Şəkira jellemző ételféle

Talán Şəki konyhájáról a legtöbbeknek a változatos édességek juthatnak eszébe. Şəkit tekintik általánosságban a baklava egy speciális formájának, a şəki halva szülőföldjének. Fontos még a főtt cukor, a nabat és az édes pesheveng.
Şəkinak van pár híres étele is, melyek között ott szerepel a girmabadam, a zilviya, a piti, terrakotta edényben elkészült párolt étel, mely raguból és krumpliból áll.

### Nyelv
Şəki városa kialakította a külön tájszólását az  azerbajdzsáni nyelven belül, melyet a városban és a körülötte fekvő járásban beszélnek. A város lakóit fel lehet ismerni a szavaiknban megrejlő örömről.

### Múzeumok

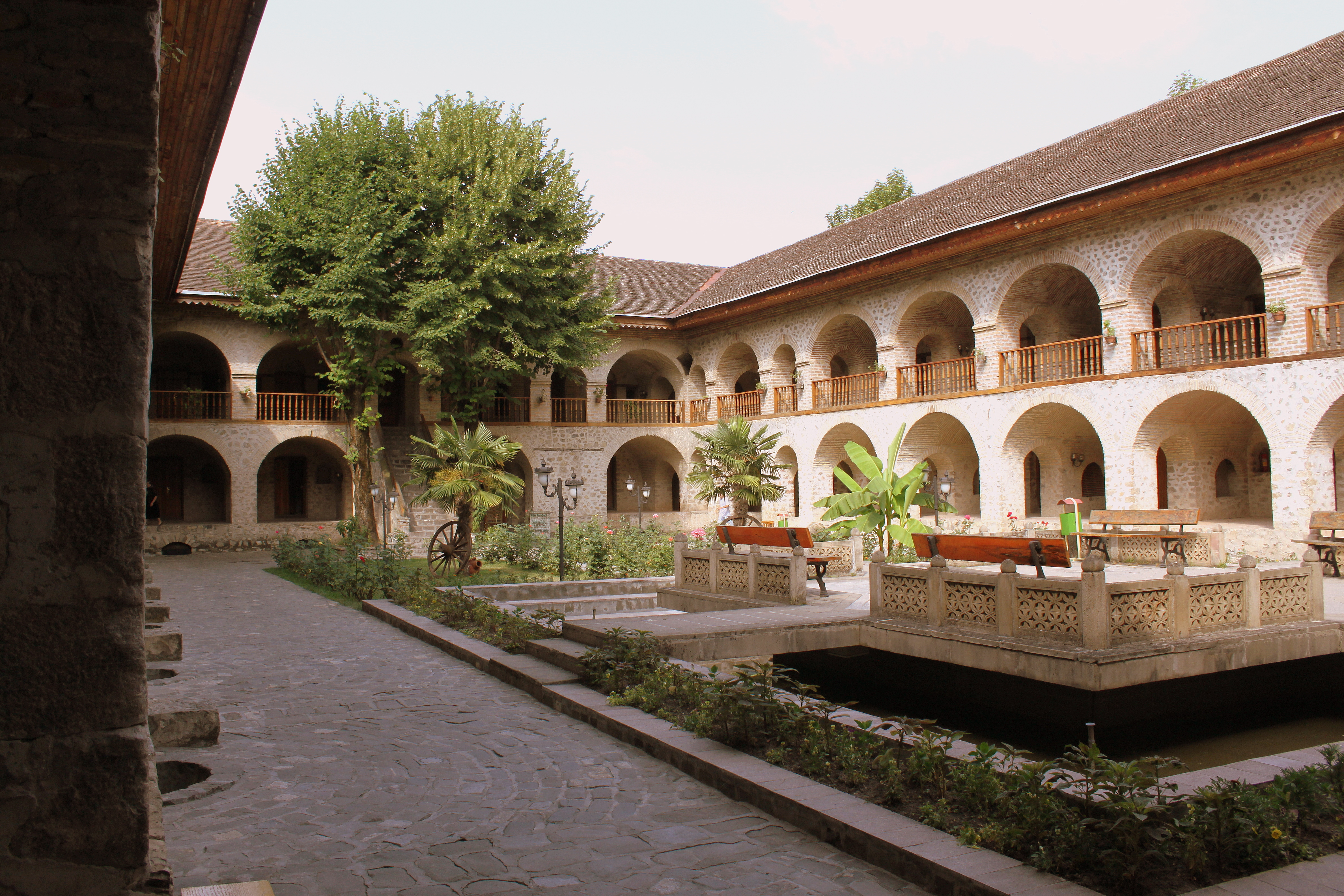
Şəki Karavánszeráj

Şəki sok gazdag történelmi múzeumnak ad otthont, melyek közül több az ország legfontosabbjai közé tartozik. A Şəki Történelmi Múzeum a nagy múzeumok egyike, melyet a kánsági időszak egyik legfontosabb gyűjteményének tartanak.
A 18. században öt nagy karavánszeráj (Isfahan, Tabriz, Lezgi, Ermeni és Taze) számított aktívnak Şəki területén, de ezek közül csak kettő maradt fenn. Az alsó és a felső karavánszeráj is a 18. században készült, és a kereskedők a javaikat a pincében tárolták. A kereskedelem szintje az első szint, az élet színtere pedig a második szint, az emelet volt. Mindkét karavánszerájban megvolt minden kényelmi kellék, és biztosította a kereskedők valamint a javaik biztonságát is.

## Híres lakosok
A város neves lakosai közé tartozott többek között Fətəli xan Xoyski, az Azerbajdzsáni Demokratikus Köztársaság miniszterelnöke, Əhmədiyyə Mikayıl oğlu Cəbrayılov, a francia ellenállás egyik alakja, Bəxtiyar Vahabzadə költő,  Jovdat Hajiyev zeneszerző, Rasim Ocaqov  filmrendező, Lütfəli Abdullayev színész, Mövlazadə Məhəmməd Həsən vallási vezető.

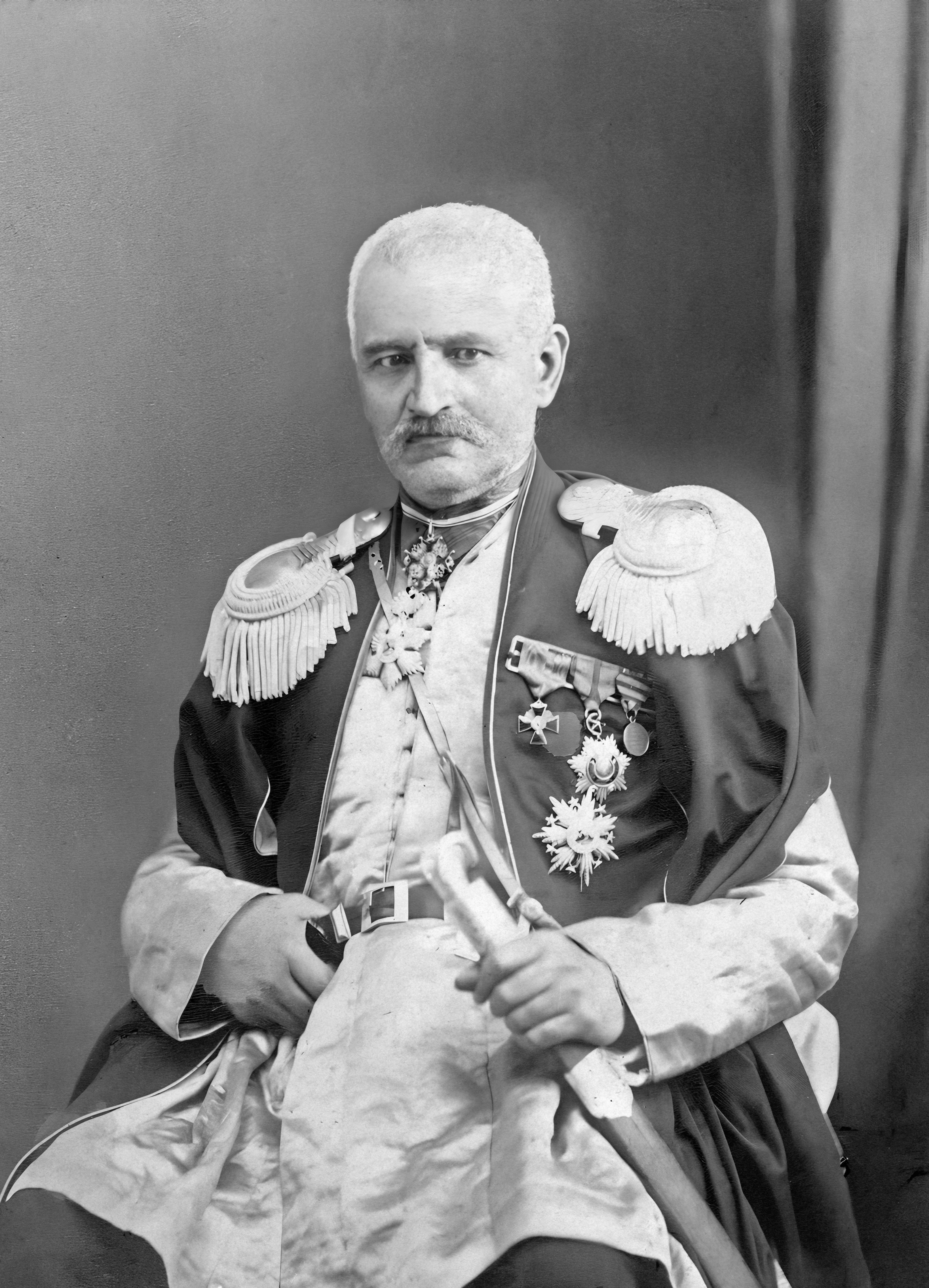
Mirzə Fətəli Axundov, az azerbajdzsáni és a modern iráni irodalomban a materializmus és az ateista mozgalom megalapítója, az iráni nacionalizmus egyik előfutára
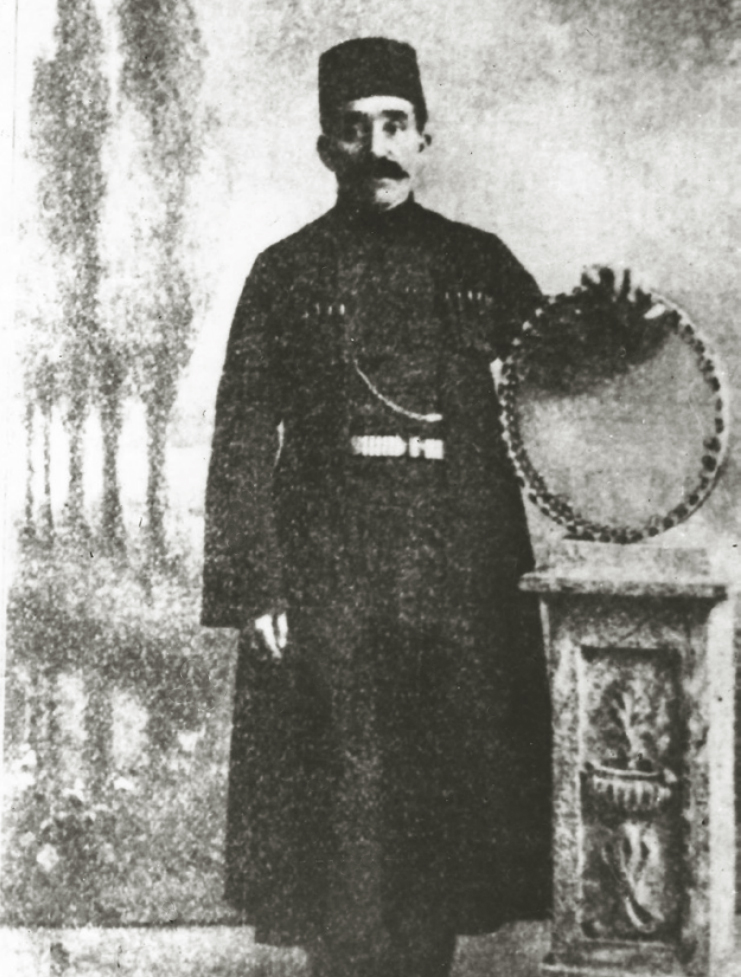
Ələsgər Abdullayev, mugham művész
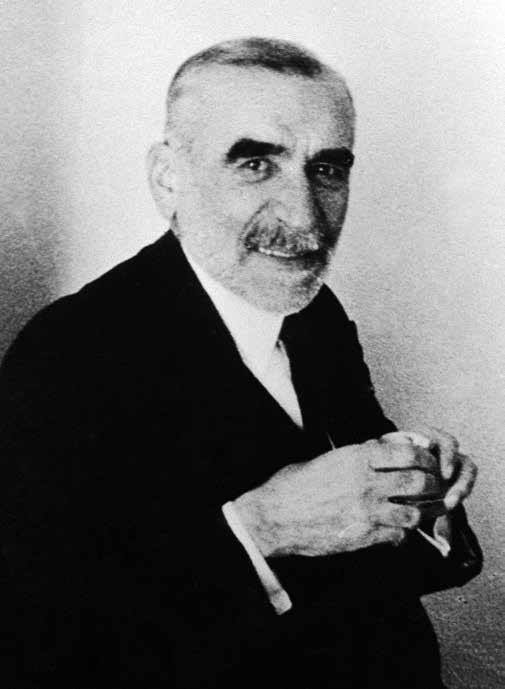
Əbdüləli bəy Əmircanov, az Azerbajdzsáni Nemzeti Tanács egykori tagja
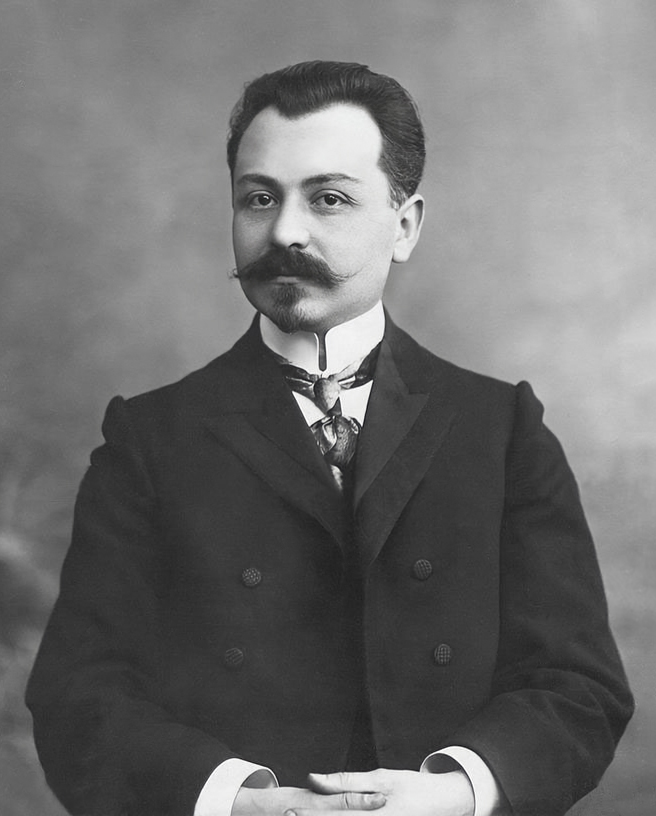
Fətəli xan Xoyski, a független Azerbajdzsáni Demokratikus Köztársaság első miniszterelnöke
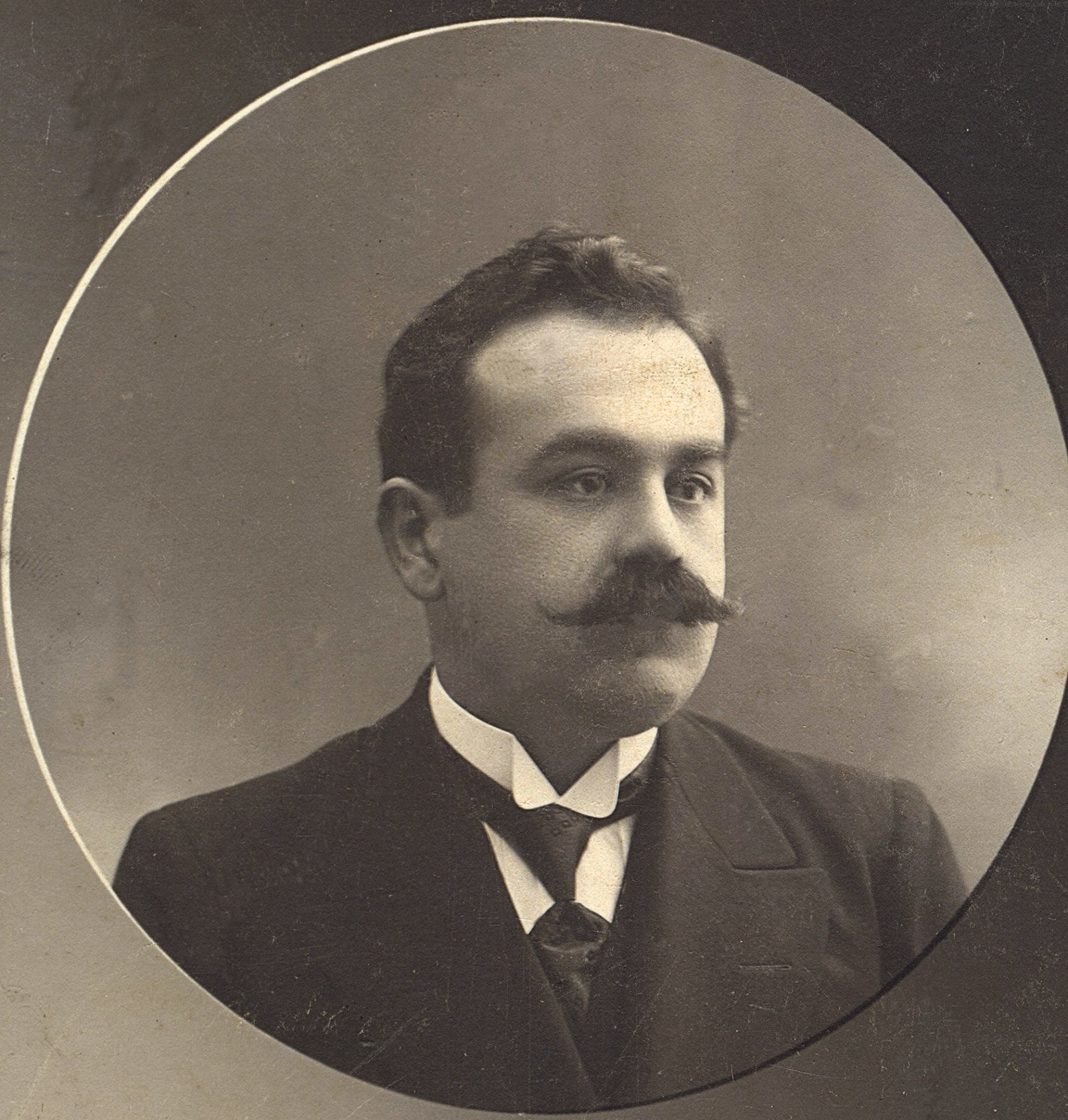
Salman Mumtaz, Azerbajdzsáni irodalmár és költő

## Galéria

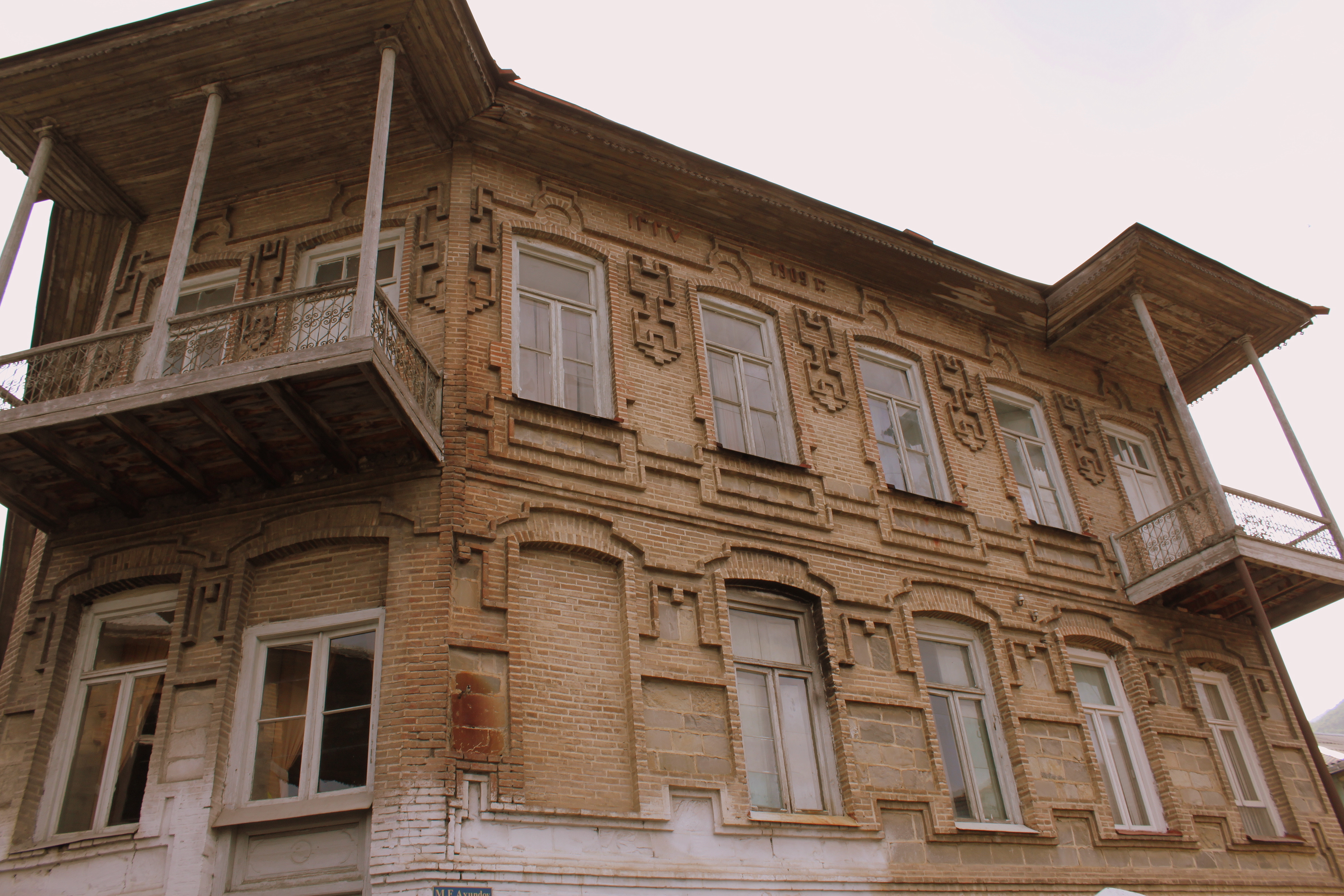
Ókori ház Şəkiban
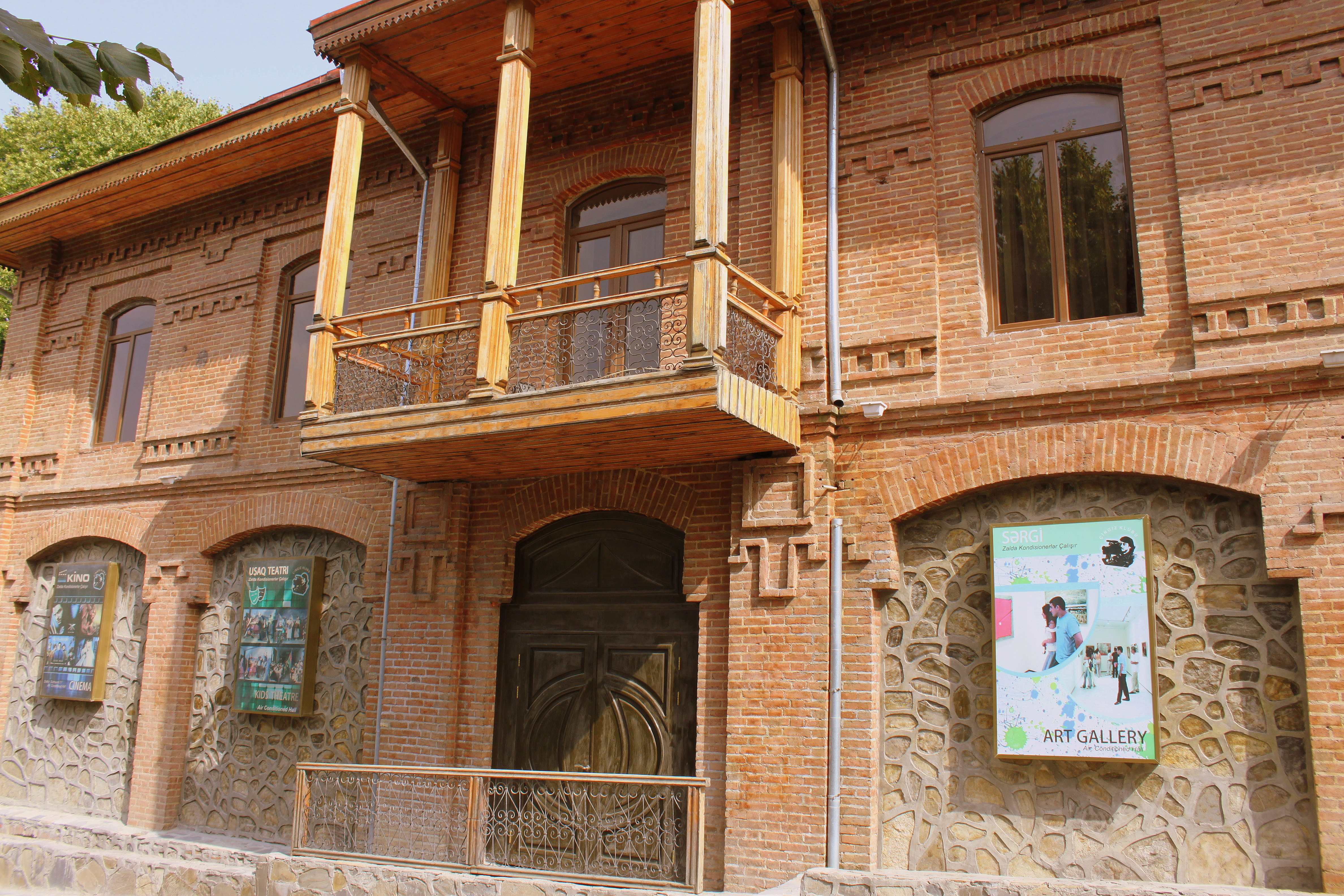
Şəki Kultúra Háza
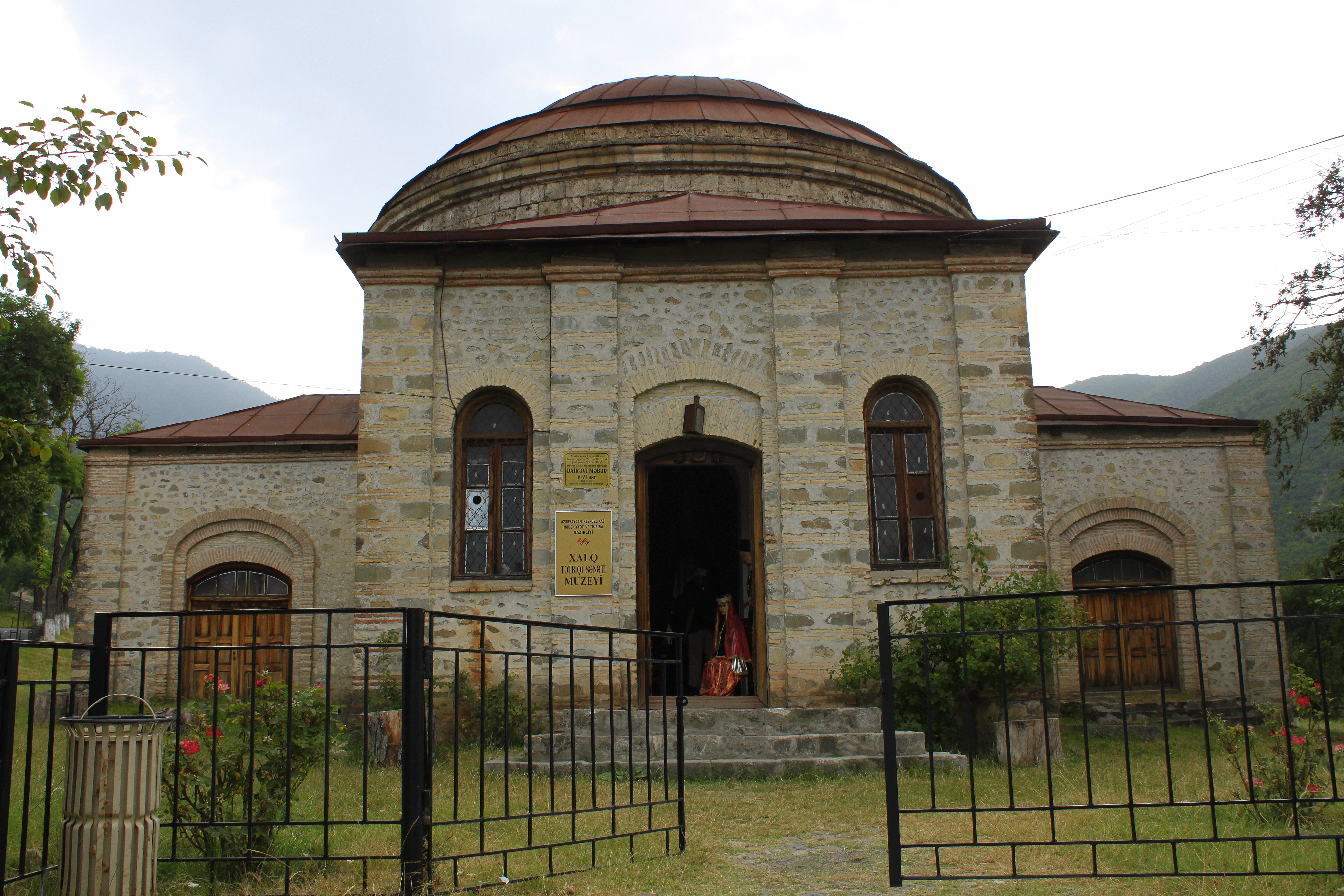
Az Alban korból származó templom eleje
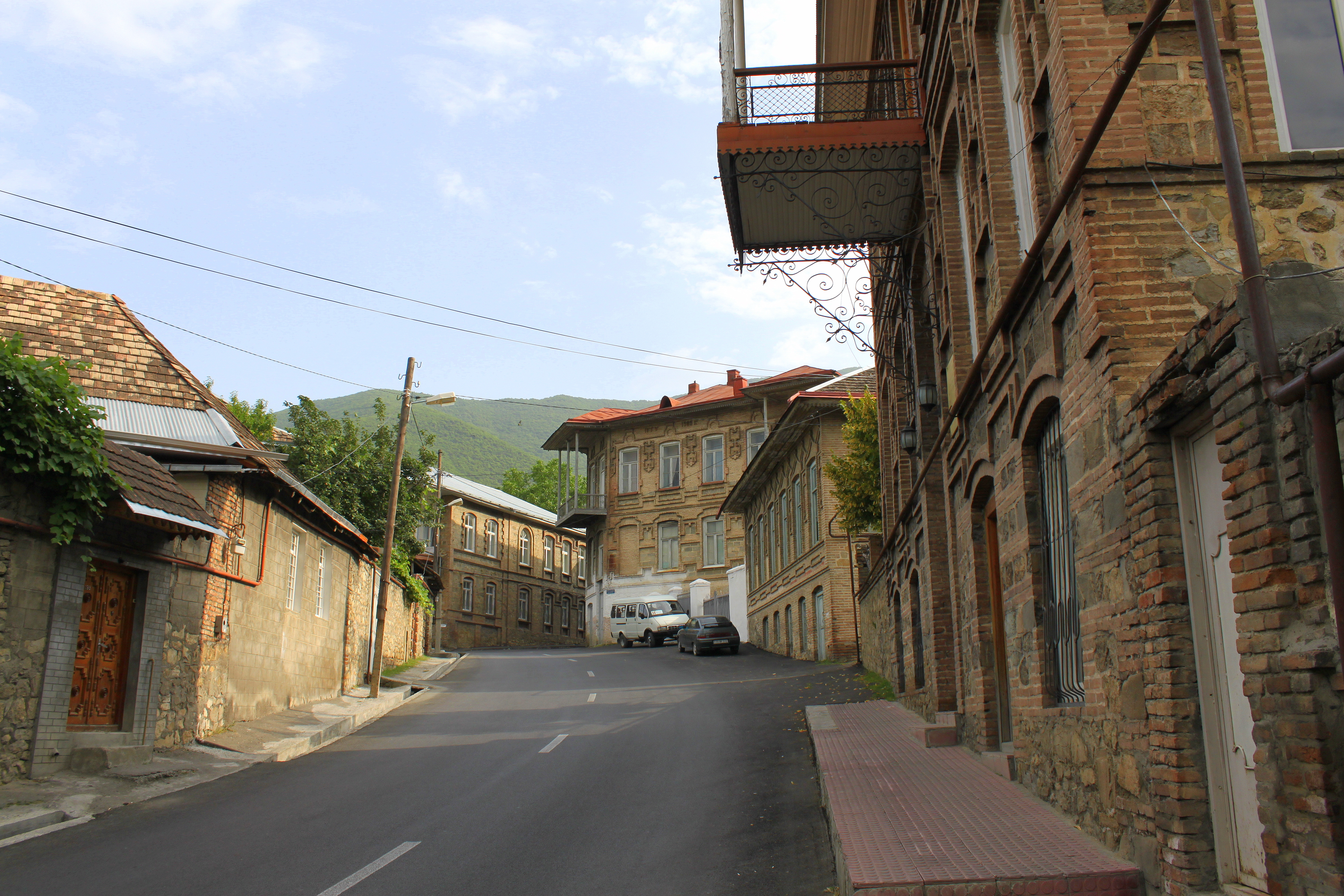
Şəki egy régi utcája utcája
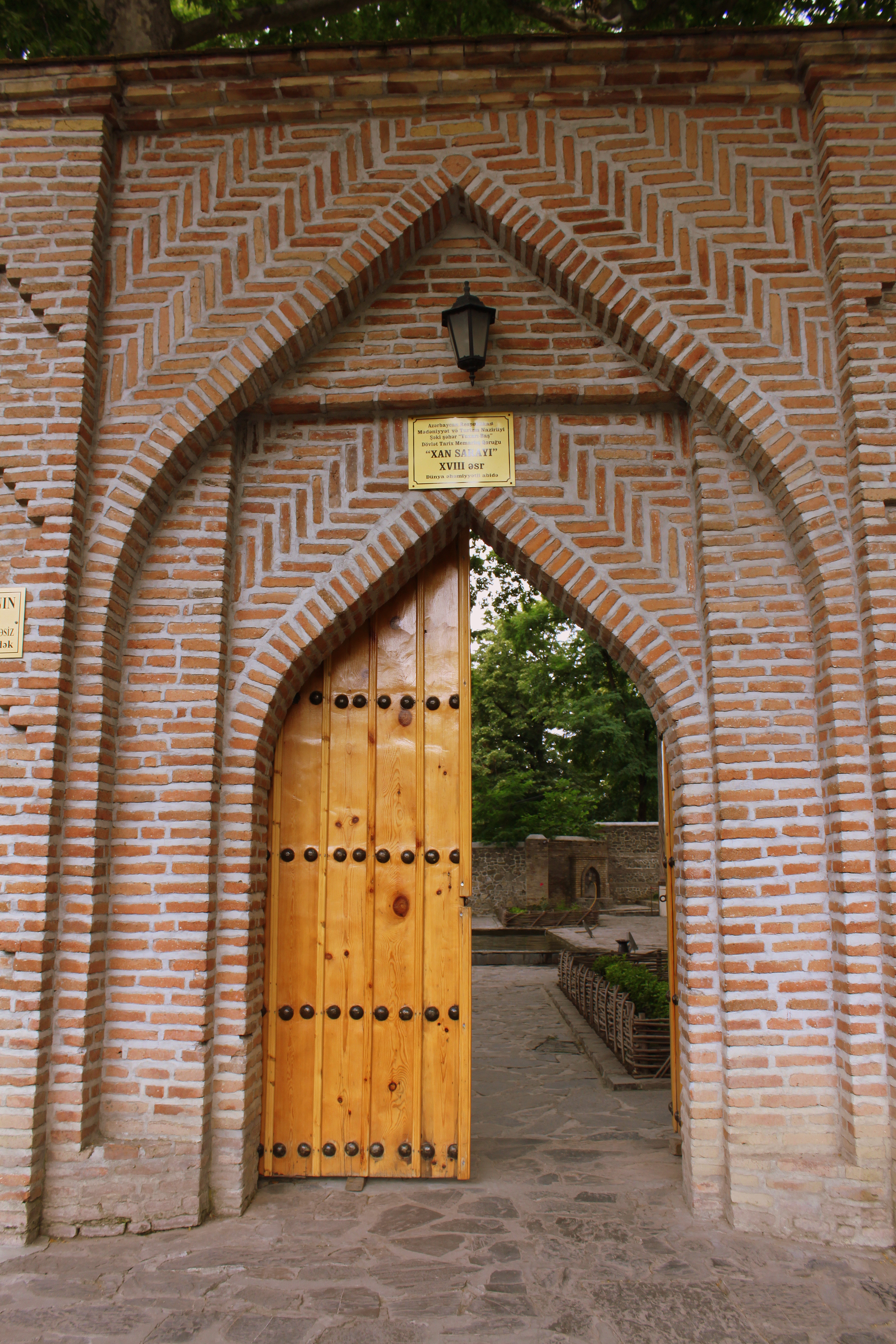
Şəki Kán Palota ajtaja
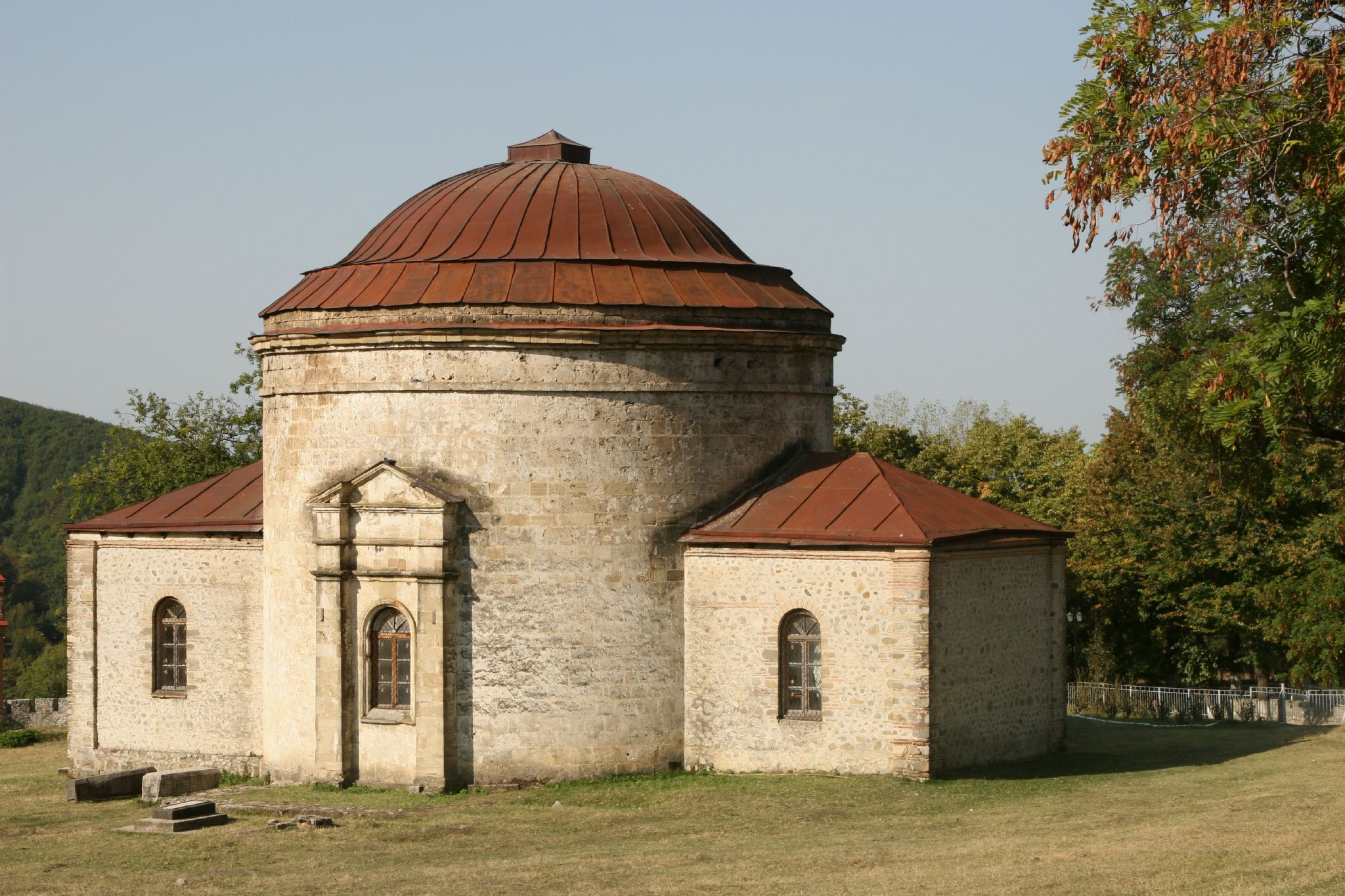
Egy VI. századi kaukázusi albaniai templom
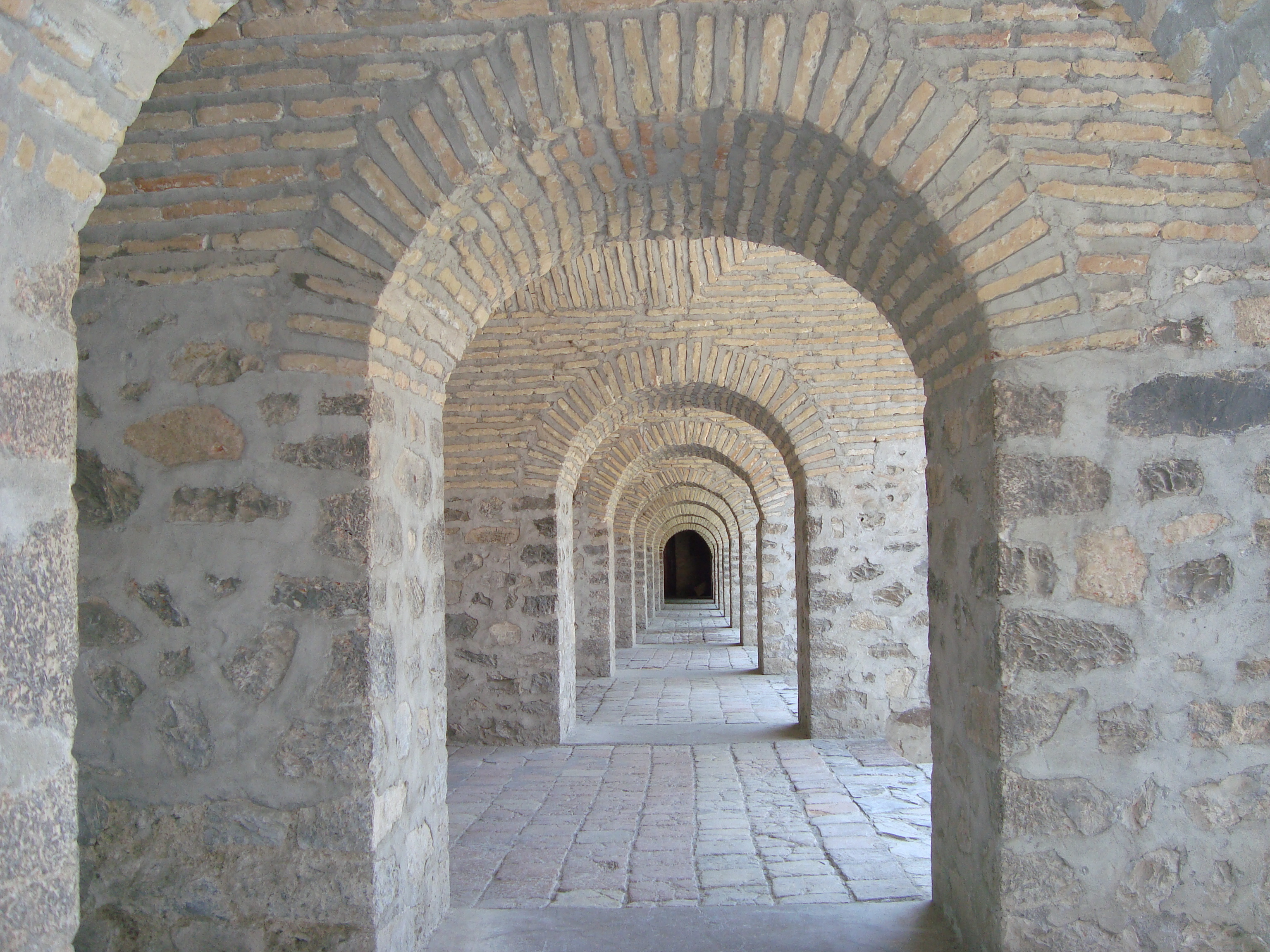
Şəki Karavánszerájának látképe
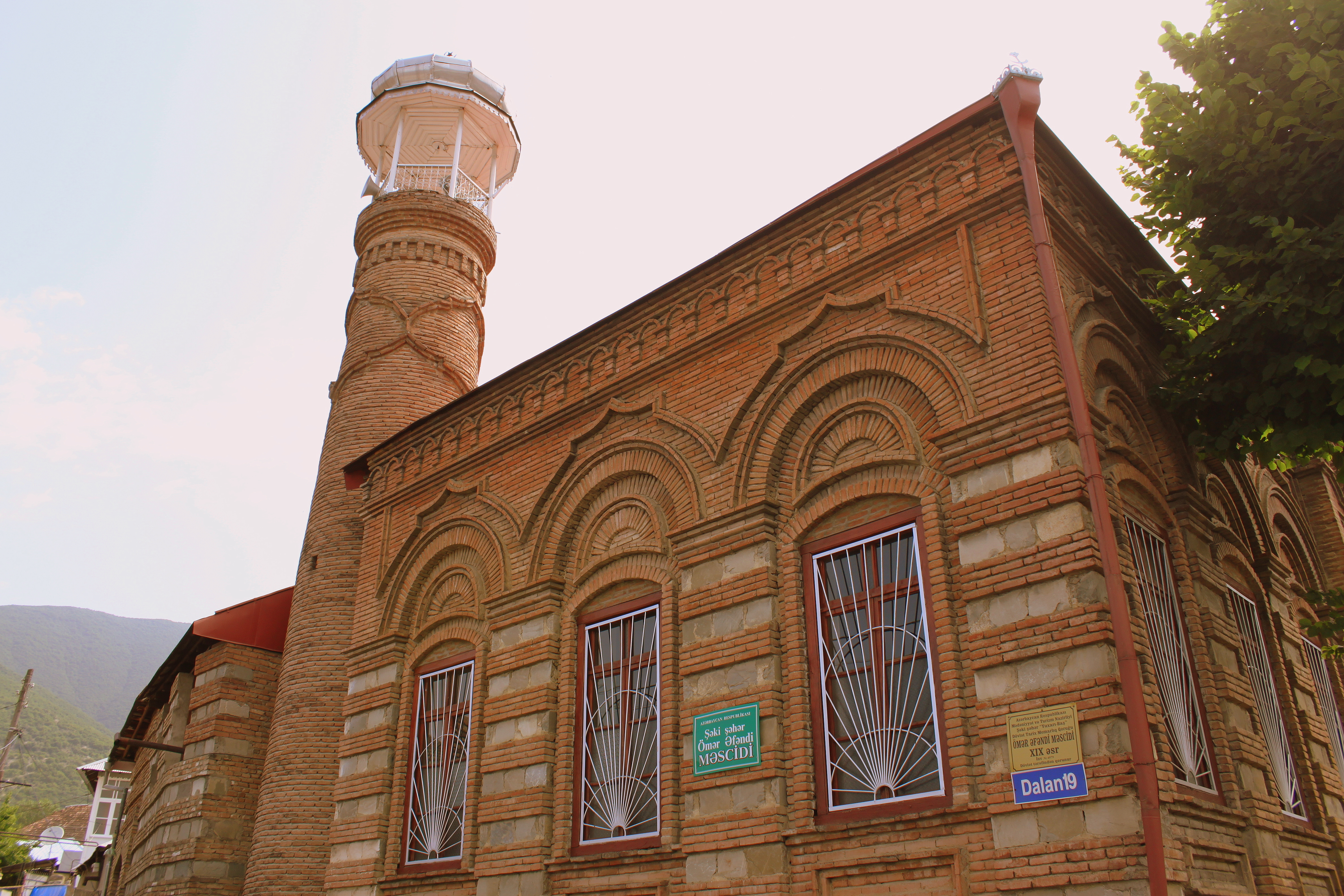
Omer Efendi mecset
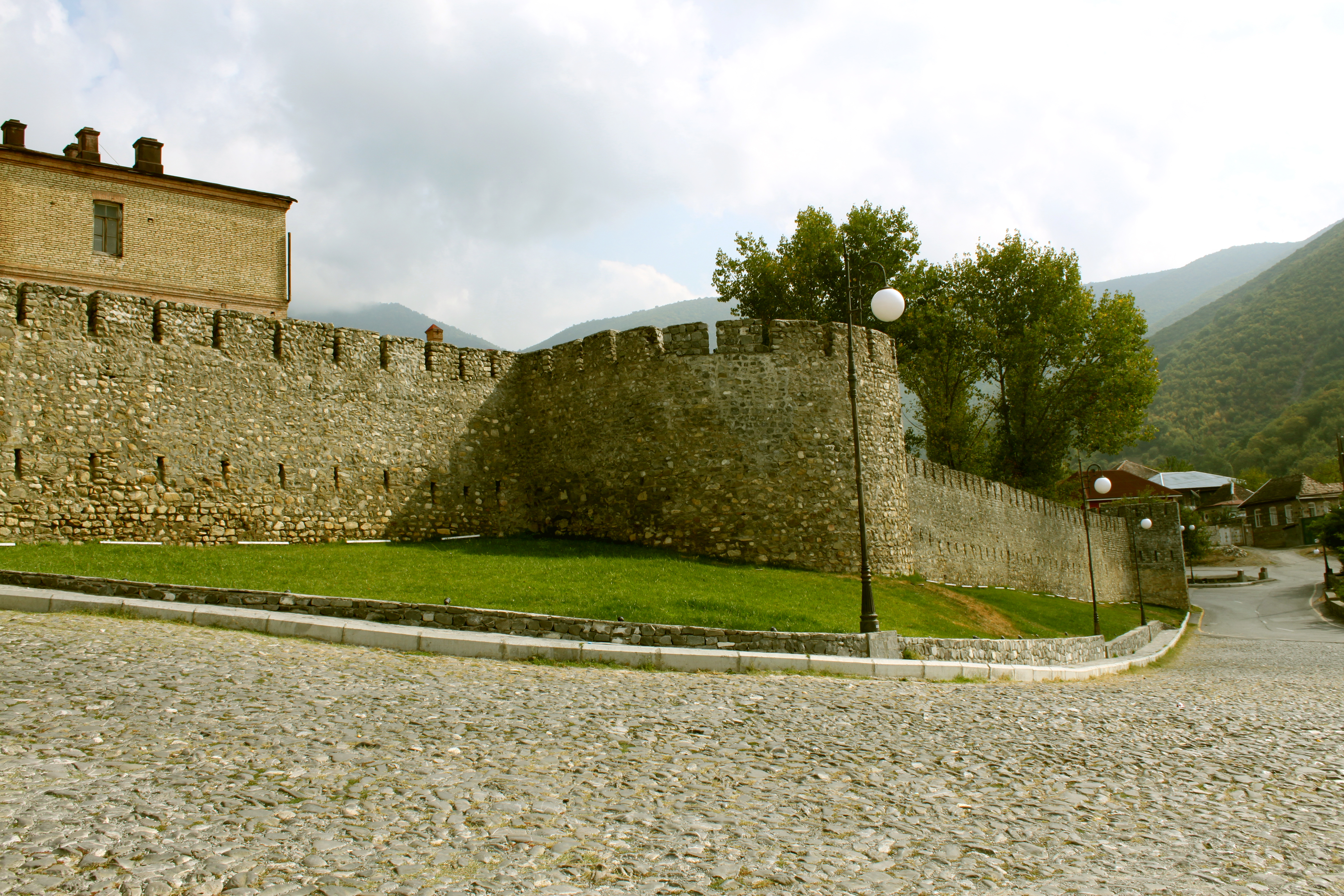
Şəki erődítmény
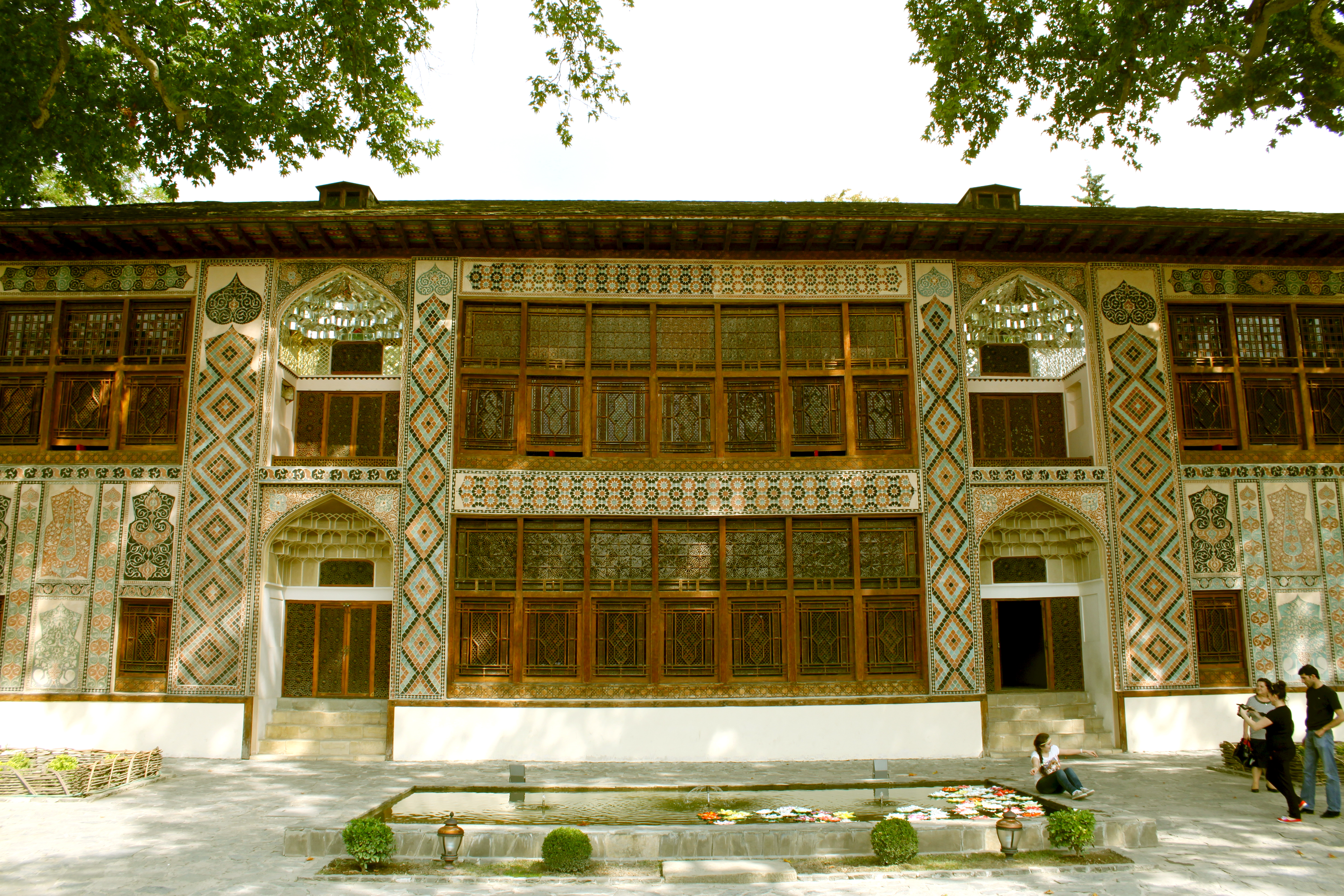
A Şəki Kán Palotája
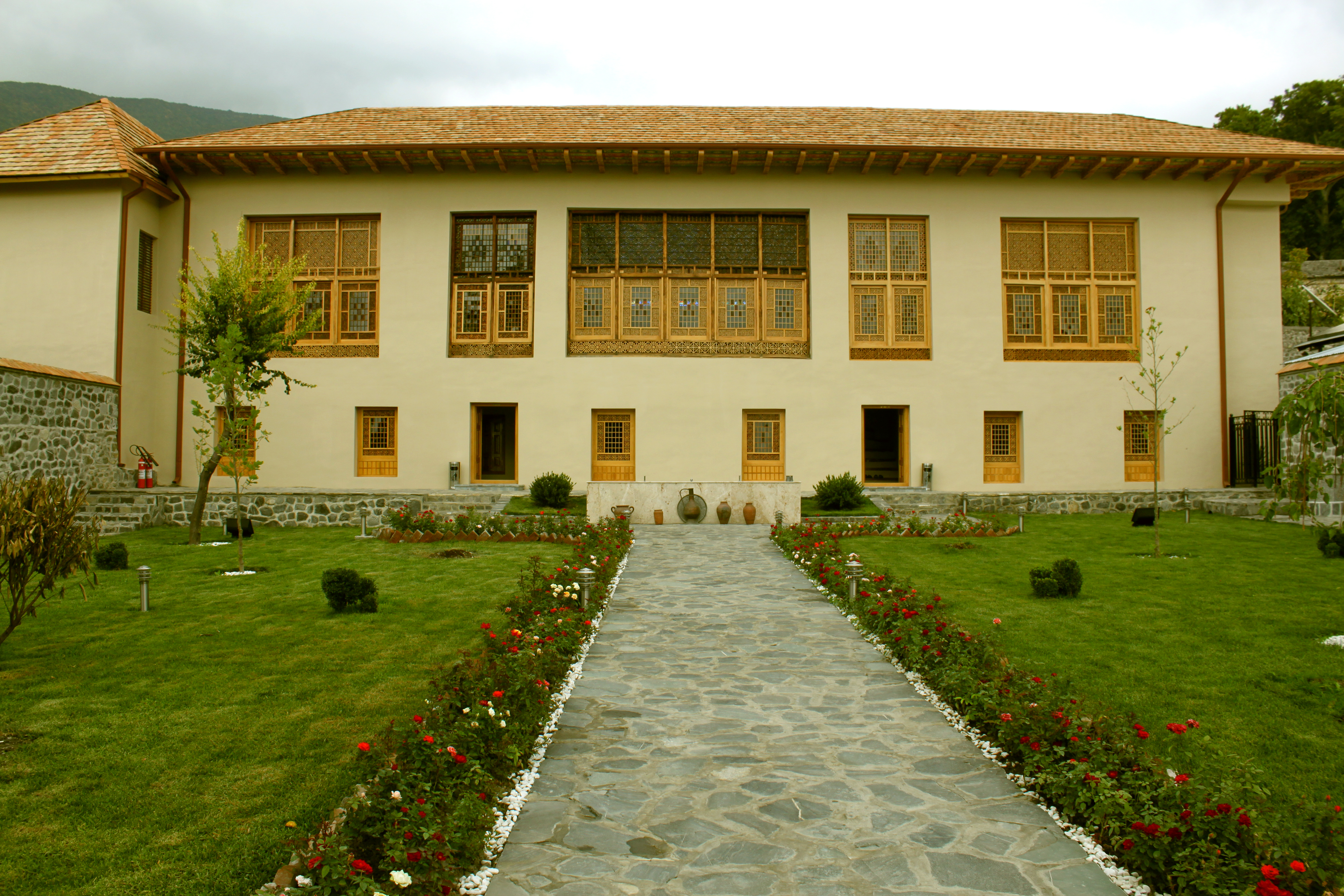
Şəkikhanovs háza
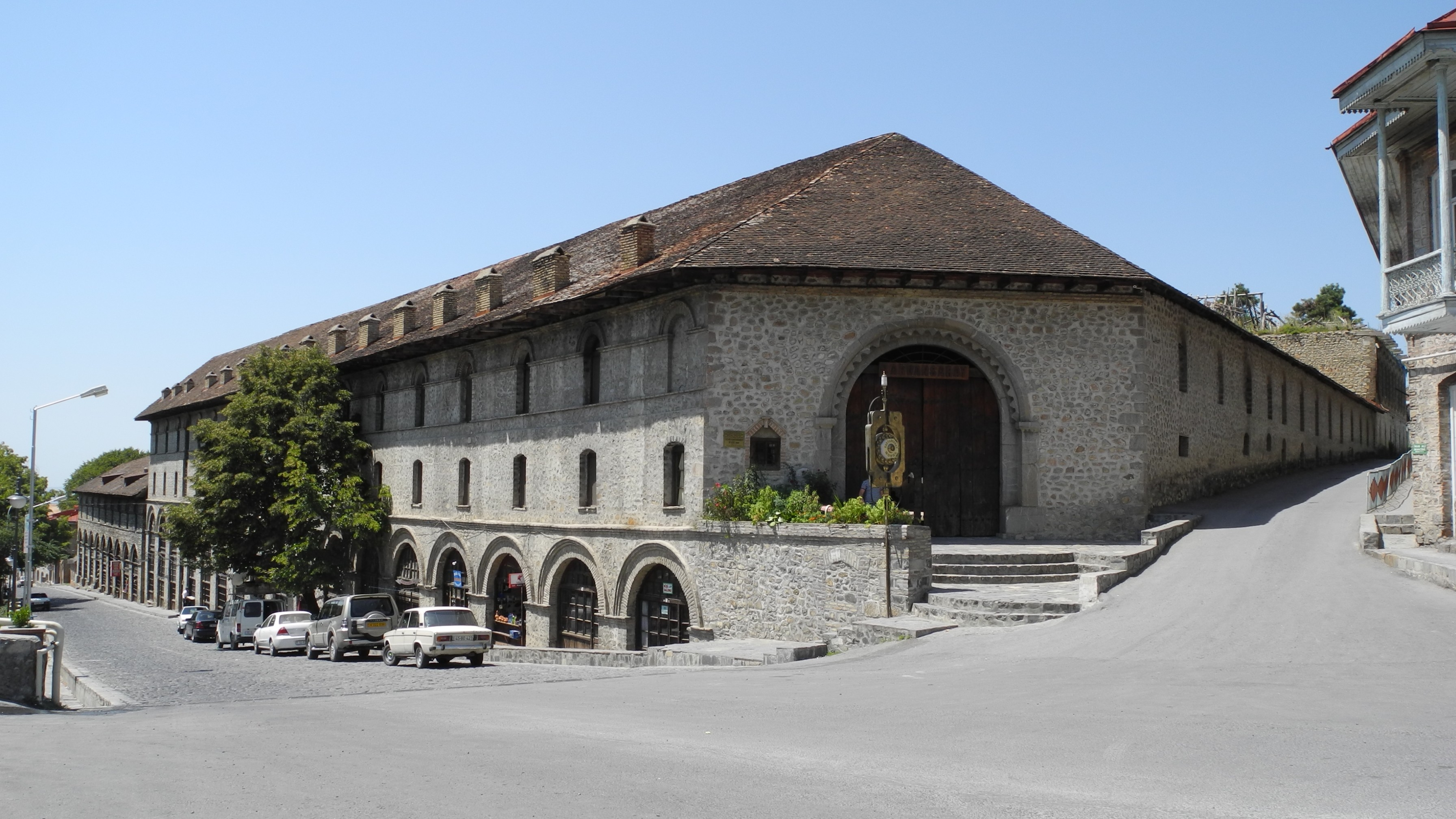
Sheki karavánszeráj
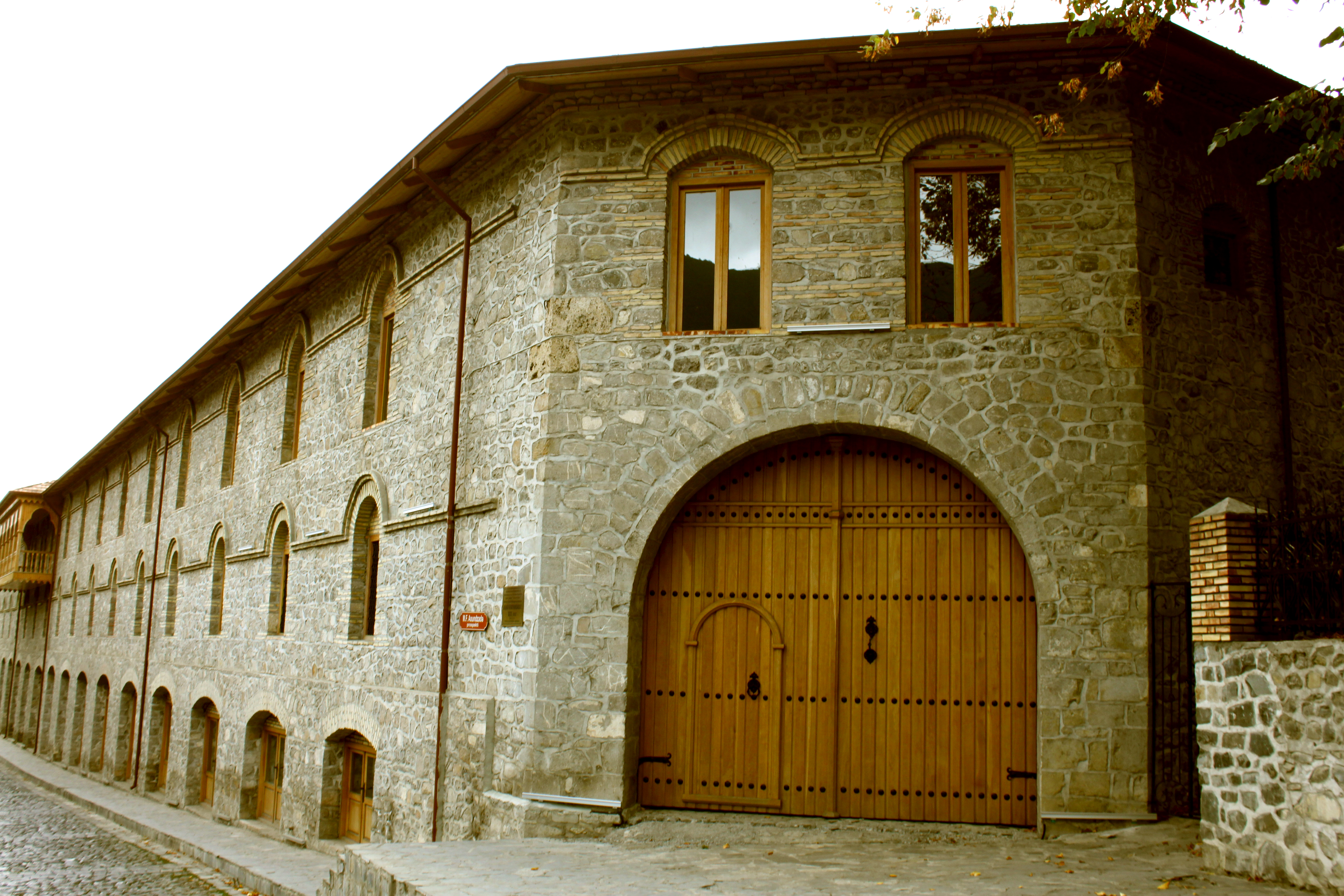
Ashagi Karavánszeráj
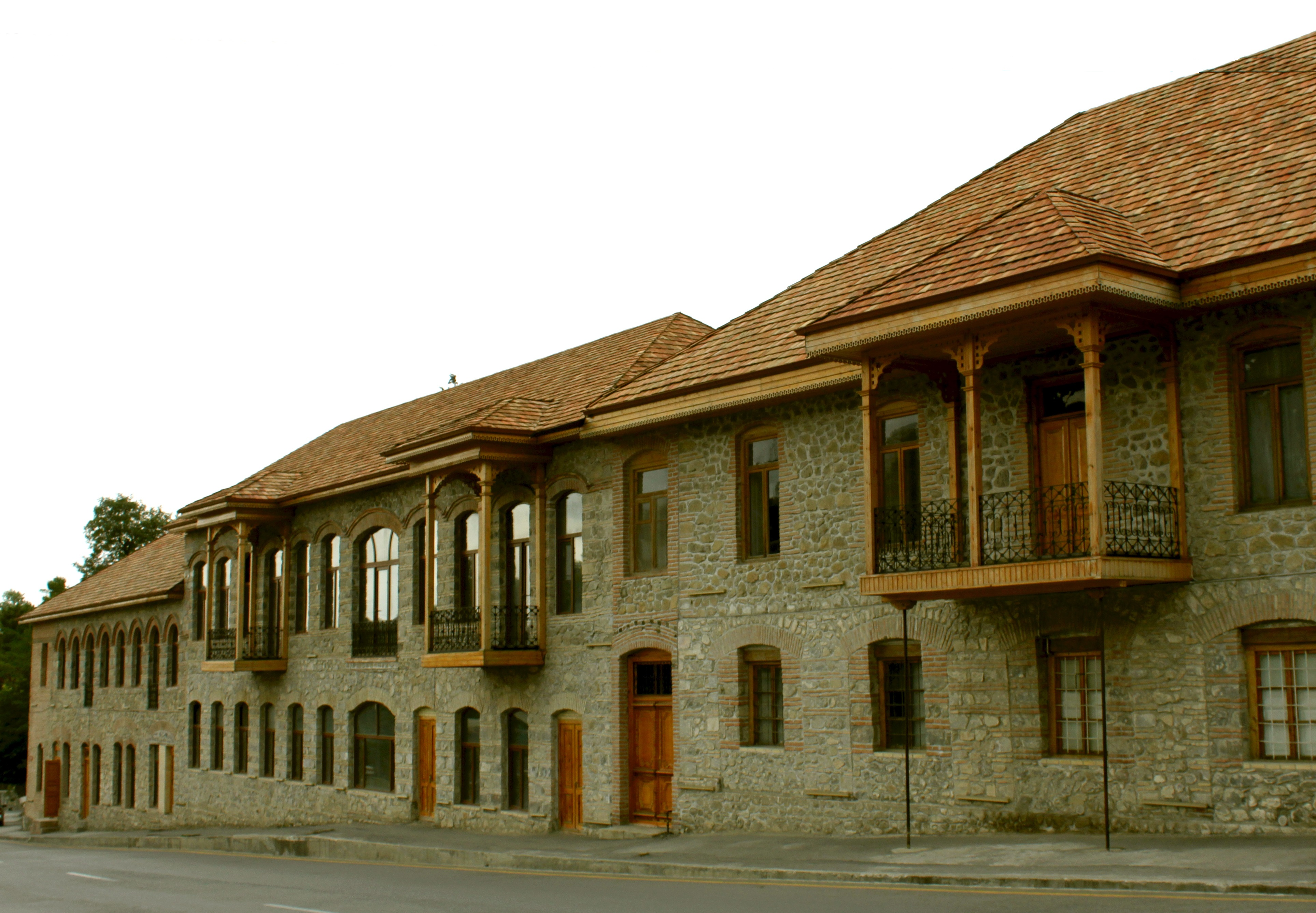
Farhadbayovs háza
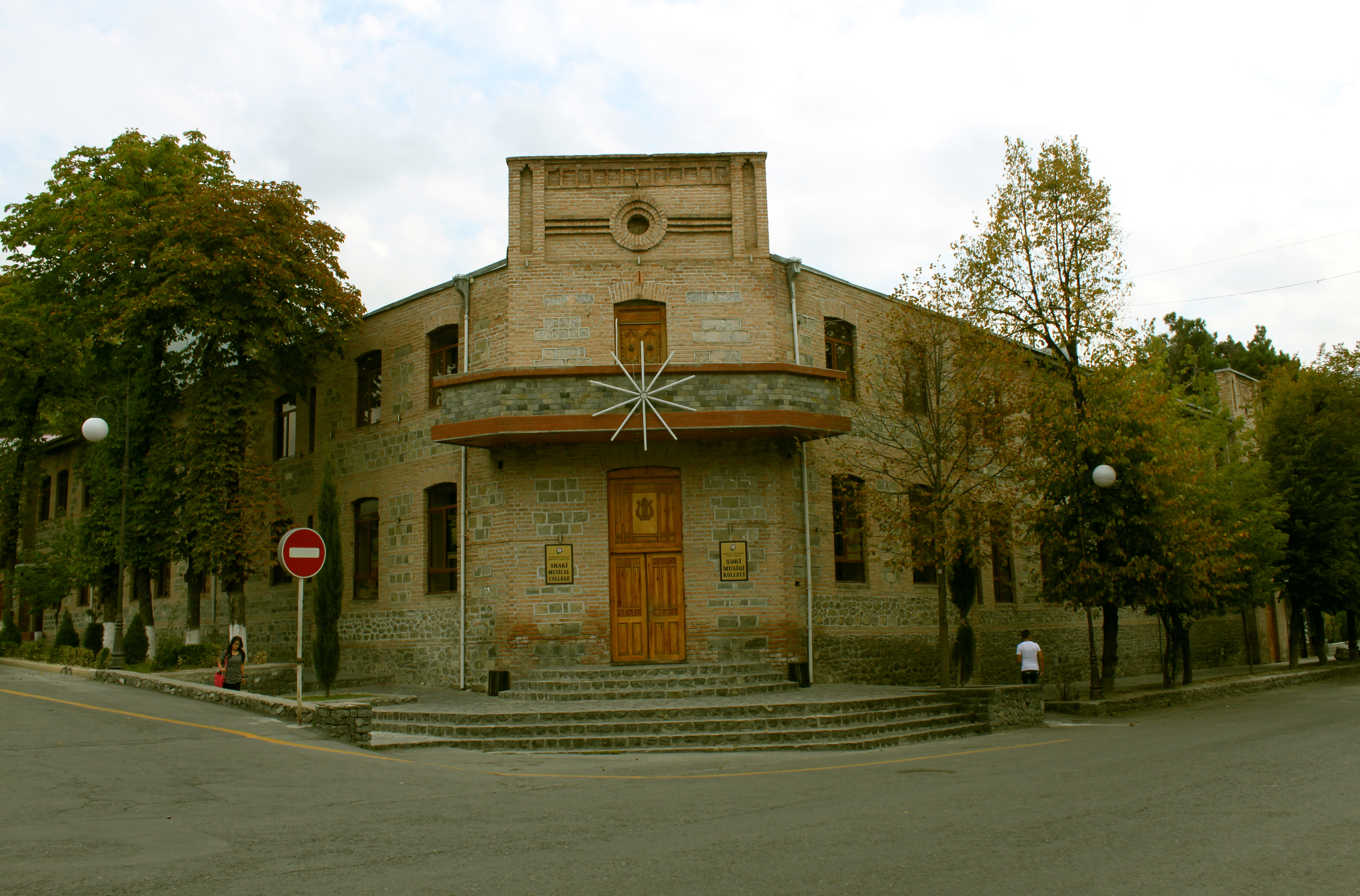
Alijanbayovs háza
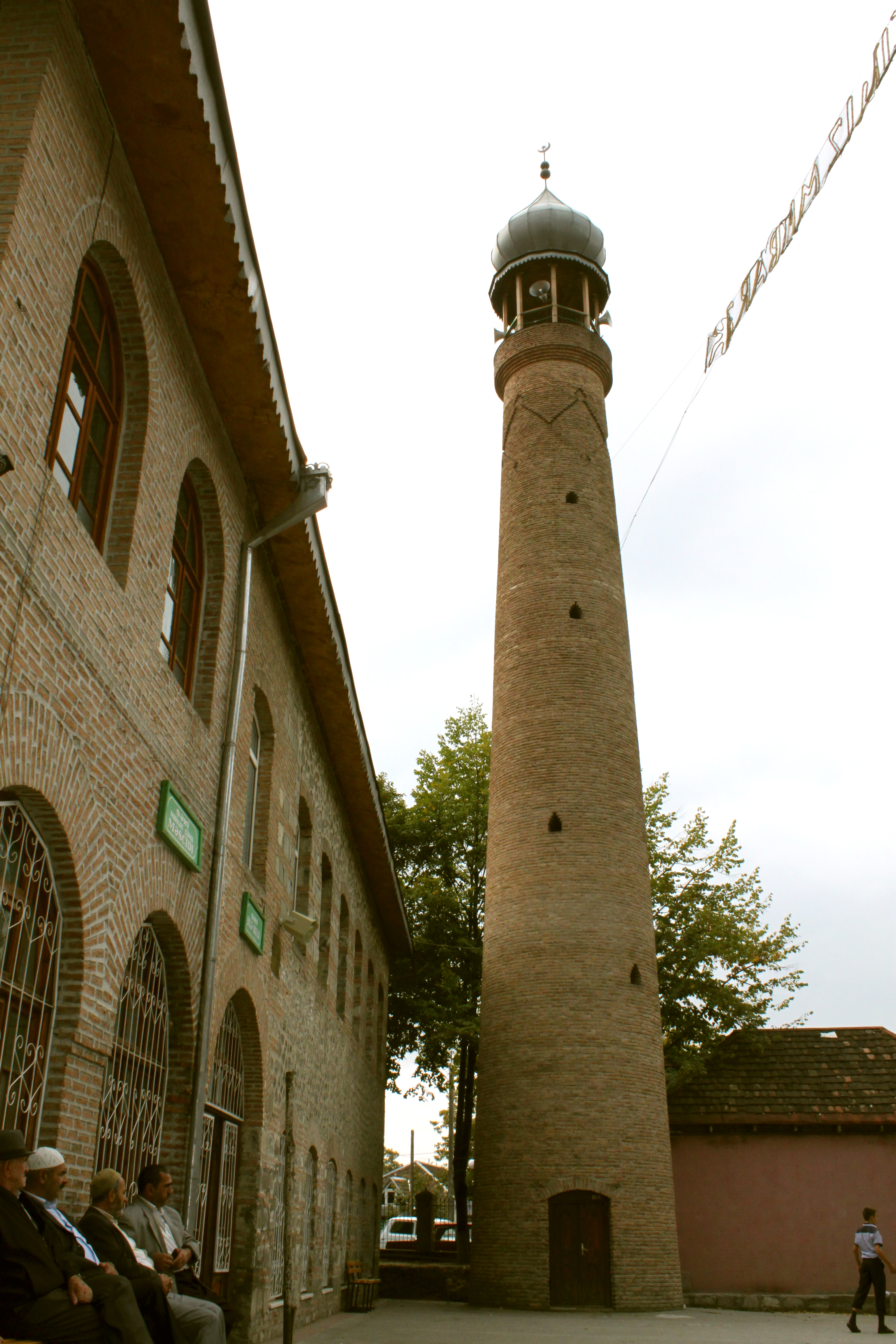
A péntek mecset minaretje
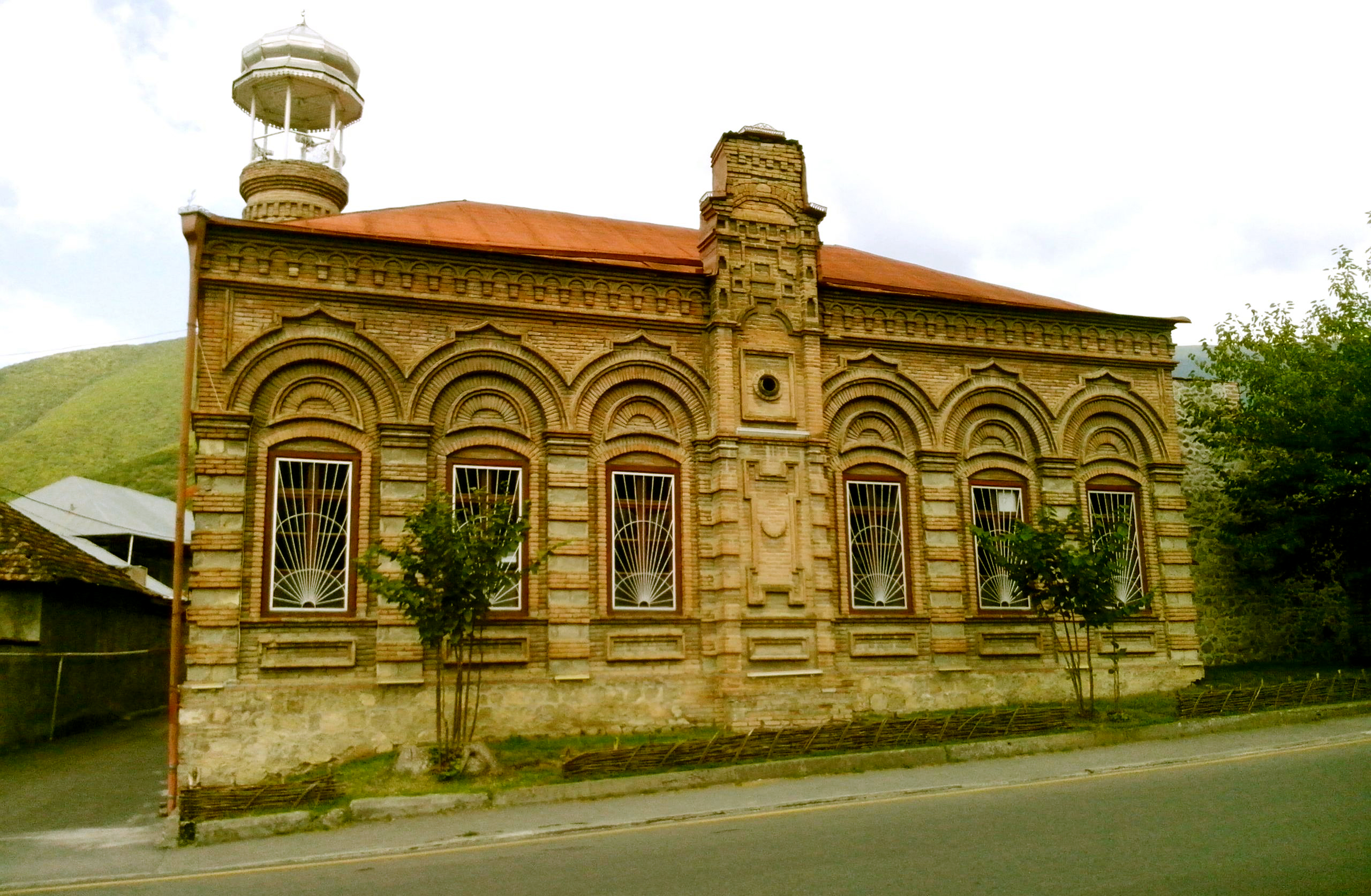
Ömər Əfəndi mecset
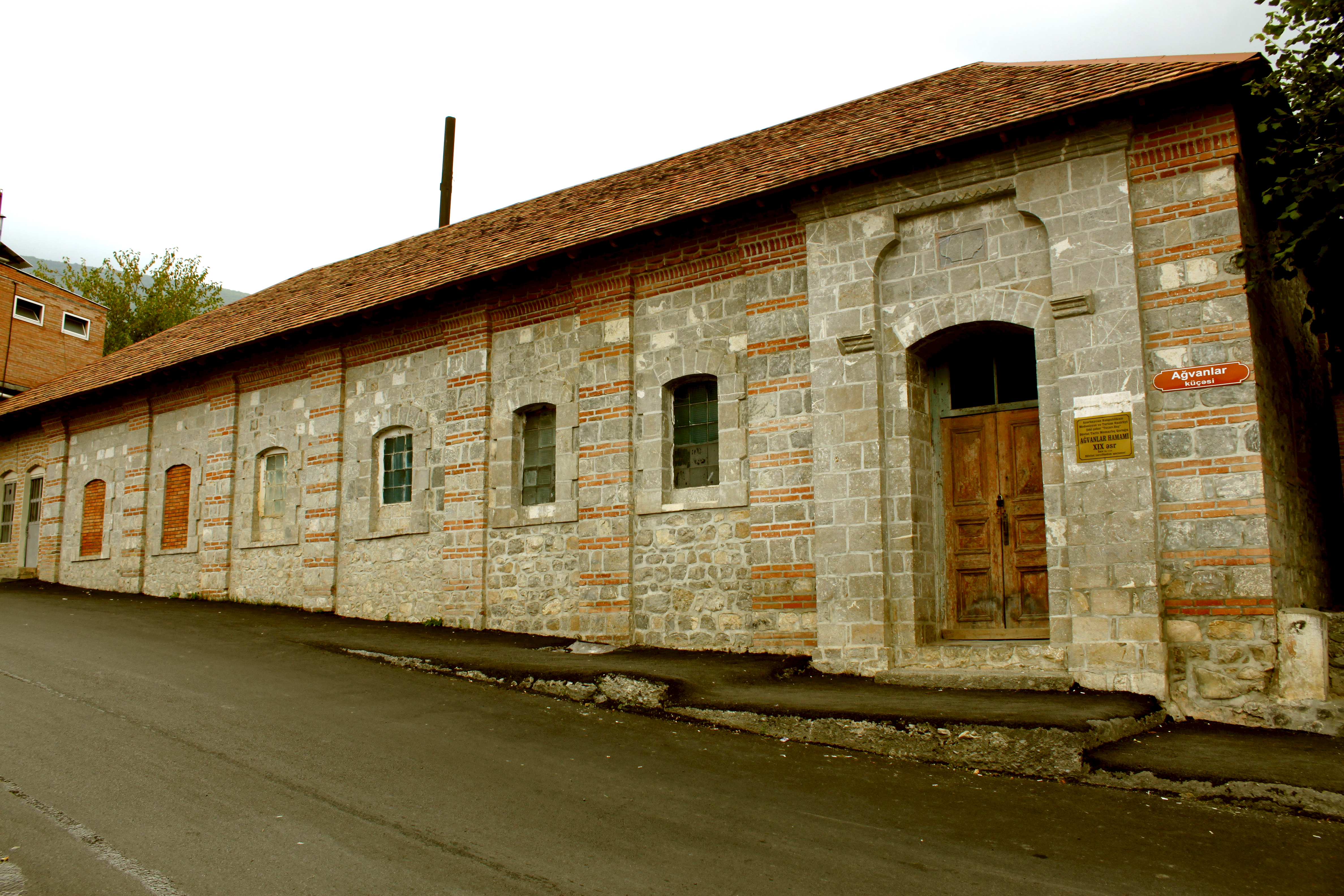
Ağvanlar fürdő
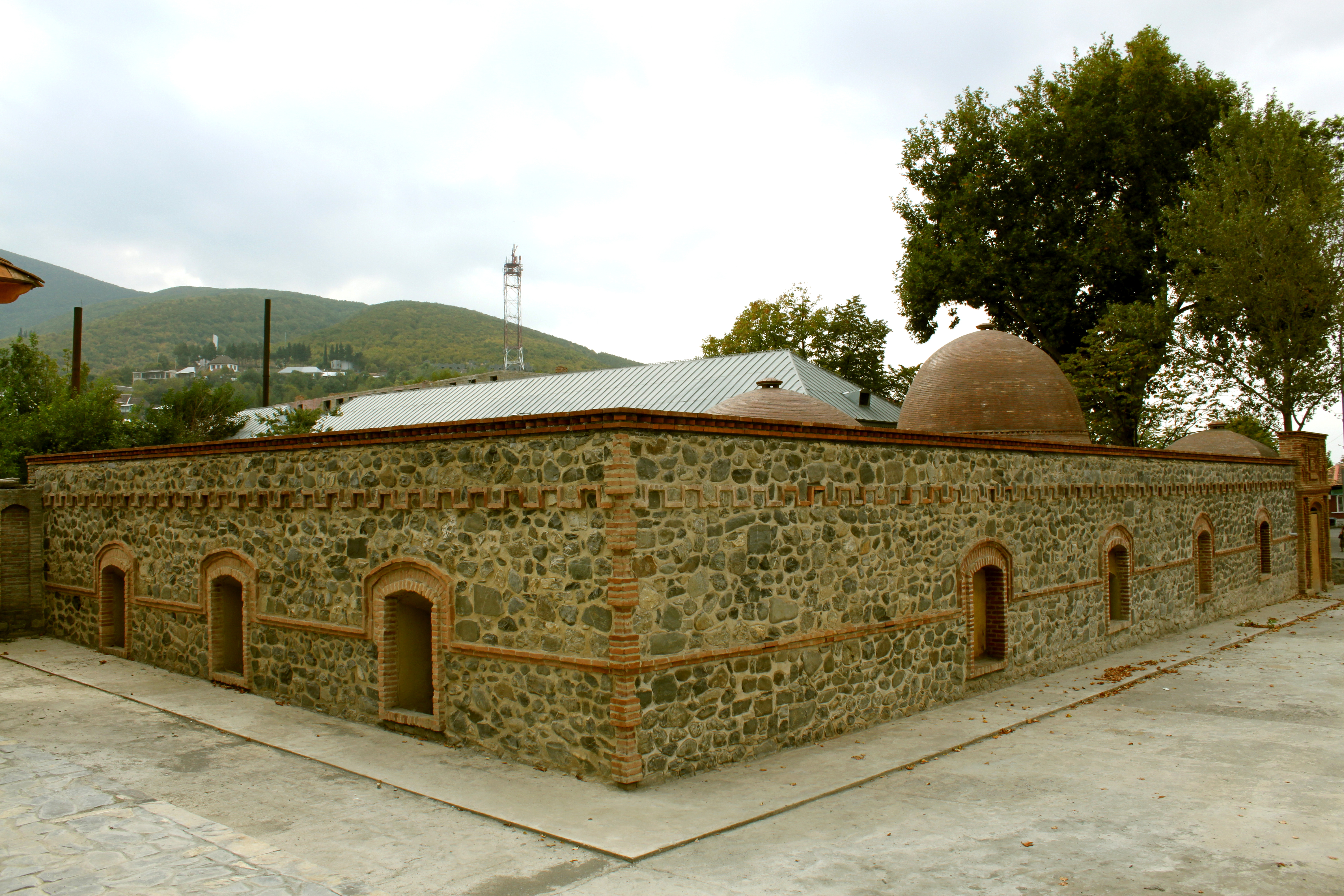
Földalatti fürdő Şəkiban
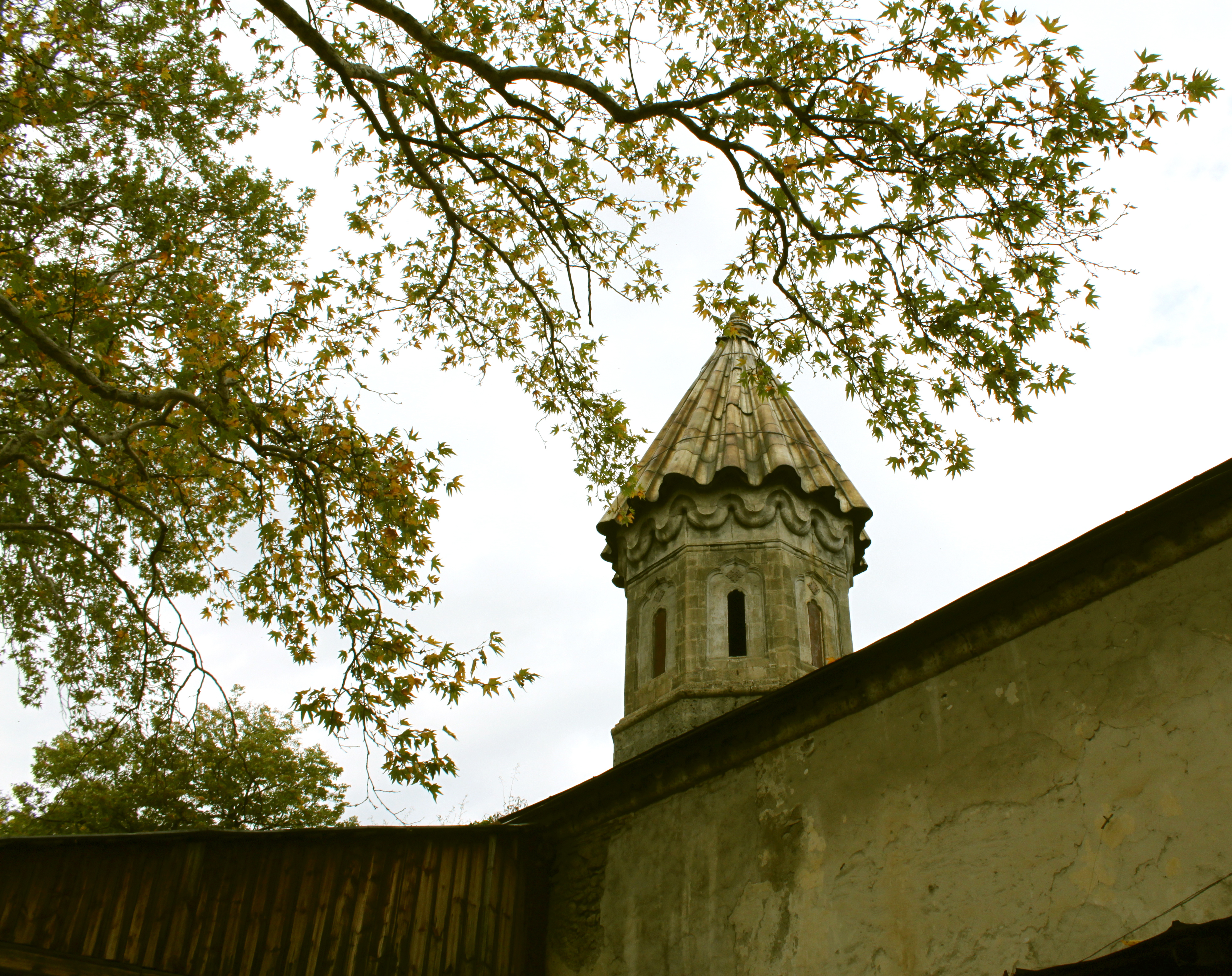
Former Alban templom Şəkiban

## Testvérvárosok
- Törökország – Giresun
- Bulgária – Gabrovo
- Fehéroroszország – Szluck
- Törökország – Lapseki
- Törökország  –  Bolu
- Ukrajna – Zsmerinka
- Törökország – Konya
- Franciaország  –  Colmar
- Olaszország  –    Firenze
- Grúzia –  Telavi